# Jimi Hendrix
Vous lisez un « bon article » labellisé en 2008.
« Hendrix » redirige ici. Pour les autres significations, voir Hendrix (homonymie).

Signature de Jimi Hendrix.

James Marshall Hendrix, né Johnny Allen Hendrix le 27 novembre 1942 à Seattle (Washington) et mort le 18 septembre 1970 à Londres (Angleterre), plus connu sous le nom de Jimi Hendrix (/ˈd͡ʒɪmi ˈhɛndɹɪks/), est un guitariste, auteur-compositeur et chanteur américain, fondateur du groupe The Jimi Hendrix Experience, actif de 1966 à 1970.
Malgré une carrière internationale longue de seulement quatre ans, il est considéré comme l'un des virtuoses de la guitare électrique du XXe siècle (en août 2009, Time Magazine le classe premier de sa liste des dix meilleurs joueurs de guitare électrique de tous les temps et selon Rolling Stone, il figure également à la première place des 100 plus grands guitaristes de tous les temps dans les deux classements de 2003 et 2011).
Américain d’ascendances africaine, européenne et indigène, Jimi Hendrix est l'un des artistes les plus novateurs de la musique populaire de son siècle, notamment en raison de l’approche révolutionnaire de son instrument et de ses techniques d'enregistrement originales en studio. Hendrix a la particularité, pour un guitariste gaucher, de jouer le plus souvent sur une guitare de droitier, dont les cordes sont remontées « à la gaucher ». Il lui arrive néanmoins d'emprunter une guitare à un droitier et de jouer avec les cordes telles quelles. Improvisateur sortant des sentiers battus, il libère la guitare solid body en utilisant les ressources nées de l'amplification, notamment en domestiquant l'effet Larsen et en explorant toutes les facettes du maniement de la tige de vibrato, ou des pédales d'effet comme la fuzz, l'UniVibe et, surtout, de la pédale wah-wah dont il est également un virtuose.
Son influence dépasse largement le cadre de la musique rock et la plupart des styles musicaux qui se développent dans les années 1970 reprennent certains éléments de sa musique : Miles Davis, par exemple, joue un jazz électrique très marqué par le guitariste,. Beaucoup de guitaristes de renom citent Jimi Hendrix parmi leurs principales inspirations pour diverses raisons. Il a contribué aussi bien à la naissance du jazz-rock, qu'à celle du hard rock, tout en inspirant de nombreux joueurs de blues contemporains. Il est admiré à la fois pour ses compositions, sa créativité, son jeu de scène extravagant, sa dextérité, son approche de l'instrument (mêlant rythmique, solos et ornementations) et sa capacité à mêler différents styles musicaux.
Sa mort prématurée à 27 ans, survenant après celle de Brian Jones et précédant celles de Janis Joplin et Jim Morrison, participe à l'invention du mythe du Club des 27. Depuis sa mort, dans la plupart des classements dédiés aux guitaristes de blues et de rock, il reste numéro 1.

## Biographie

### Jeunesse

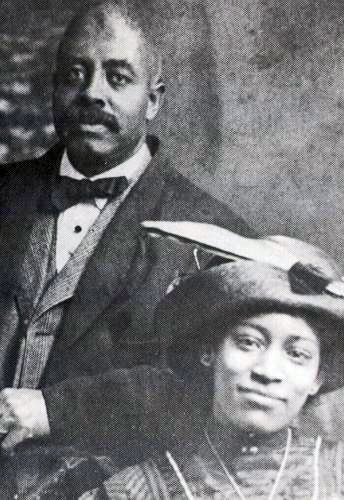
Ross et Nora Hendrix, les grands-parents paternels de Jimi Hendrix.

Johnny Allen Hendrix naît le 27 novembre 1942 au King County Hospital de Seattle, dans l'État de Washington, aux États-Unis. Il est le premier fils d'un couple afro-américain, James Allen « Al » Hendrix (né le 10 juin 1919 au Canada et mort le 17 avril 2002,) et de Lucille Hendrix, née Jeter (née le 12 octobre 1925 et morte le 2 février 1958), d'origine afro-américaine et cherokee.
Sa grand-mère paternelle, Zenora (« Nora » Rose Moore, née le 19 novembre 1883 en Géorgie), est la fille de Robert Moore Sr. (natif de Géorgie) et de Fanny Moore (originaire de l'Ohio) et a, par cette dernière, une ascendance cherokee. Son grand-père paternel Bertran Philander Ross Hendrix (né « Hendricks » en 1866) est métis afro-européen, issu d'une relation extraconjugale entre une femme noire, nommée Fanny et un marchand de grains blanc, plus riche homme d'affaires de la région et vivant à Urbana dans l'Ohio. Ross Hendricks quitte sa région natale en 1896 pour s'installer à Chicago où il fait modifier son patronyme en « Hendrix ». Ross et Nora, tous deux comédiens ambulants, se rencontrent lors d'une tournée entre Portland et Seattle, où ils se marient en 1912. Ils déménagent quelques mois plus tard à Vancouver, au Canada, où ils donnent naissance à cinq enfants entre 1912 et 1926 : une fille et quatre garçons (dont le père de Jimi). Le 28 novembre 1922, Ross et Nora Hendrix sont officiellement naturalisés et obtiennent la citoyenneté canadienne. Ross meurt d'une rupture de l'aorte en 1934 et Nora meurt en 1984 d'un cancer, à Vancouver, à l'âge de 100 ans. Après la mort de leur père, les enfants de Ross et Nora partent dans différentes directions. Le benjamin de la fratrie, Al, père de Jimi, fait des petits boulots dans la région de Vancouver, avant de se lancer dans une carrière de boxeur qui l'amène à revenir à Seattle en 1936, où il s'installe définitivement en 1940.
Les parents de Jimi se rencontrent lors d'un bal à Seattle en 1941, alors que Lucile a seize ans. Al Hendrix ne rencontre son fils que trois ans plus tard, car il est pris par ses obligations militaires, cantonné dans une base militaire en Oklahoma. Lucille est incapable d'assumer l'éducation de son fils à cause de son alcoolisme. Démobilisé, Al Hendrix récupère Johnny, qu'il rebaptise « James Marshall », en mémoire de son frère décédé, Leon Marshall Hendrix et propose à Lucille de s'installer avec elle. Elle donne naissance à Leon Hendrix en 1948. Cependant, le couple s'entend très mal, ne cesse de se disputer et finit par divorcer le 17 décembre 1951,.
James est profondément affecté par les conditions de pauvreté et de négligence dans lesquelles il a grandi, le divorce de ses parents lorsqu'il a neuf ans et la mort de sa mère, alcoolique, en février 1958. Al Hendrix, lui aussi alcoolique, bat son fils à maintes reprises. À Seattle, James vit dans un quartier où les échanges entre diverses communautés culturelles et ethniques sont constants. La ségrégation raciale est moindre que dans le Sud.
Son premier instrument de musique est un harmonica, offert par son père pour ses quatre ans, dont il se lasse vite. Il acquiert sa première guitare à quinze ans (achetée pour 5 dollars à un ami de son père), remplaçant avantageusement le ukulélé à une seule corde que son père lui avait donné après l'avoir surpris en train de jouer avec un balai. Dès lors, il apprend la guitare en autodidacte et y consacre tout son temps libre. Ses résultats scolaires s'en ressentent rapidement, mais il a désormais une obsession : devenir musicien. Assez rapidement, le jeune Jimmy (pas encore « Jimi ») rejoint son premier groupe : The Velvetones. Il se procure sa première guitare électrique, une Supro Ozark 1560S, qu'il utilise avec son groupe suivant : The Rocking Kings.
En 1961, mêlé à une histoire de voiture volée, Hendrix préfère s'enrôler dans l'armée plutôt que de risquer la prison. Il y rencontre le bassiste Billy Cox. En novembre 1962, il obtient le droit de porter l'écusson des Screaming Eagles, la 101e division aéroportée. Affecté à Fort Campbell (Kentucky), Hendrix forme The King Casuals avec Billy Cox à la basse,. Il quitte l'armée deux ans plus tard à cause d'une blessure. Dans une interview, il raconte avoir été réformé en raison d'une blessure au dos consécutive à un saut en parachute. Selon d'autres sources, c'est en se faisant passer pour homosexuel que Hendrix aurait tenté de quitter l'armée.

### Carrière

#### Débuts
Hendrix travaille comme guitariste, sous le nom de Jimmy, dans divers groupes de rhythm and blues qui tournent dans ce qu'on appelle alors le Chitlin' Circuit (le circuit des clubs fréquentés par des afro-américains). Il enregistre, à l'occasion, en tant que musicien de session.
Fin 1965, il joue avec des musiciens de renom tels que Sam Cooke, Ike and Tina Turner (Kings of Rhythm), The Isley Brothers et, surtout, Little Richard. Ce dernier estime que Jimi se met trop en avant et décide de se passer de ses services. Selon d'autres sources, il aurait été licencié par Ike Turner, qui exigeait de ses musiciens une grande précision, alors que Hendrix ne pouvait s'empêcher d'improviser. En 1965, Hendrix rejoint Curtis Knight & The Squires, un groupe new-yorkais sans grande envergure. Le 15 octobre 1965, Hendrix signe un contrat d'enregistrement de trois ans avec un producteur nommé Ed Chalpin, pour seulement 1 dollar et 1 % de royalties sur les ventes des enregistrements effectués avec Curtis Knight. Sans incidence à la signature, ce contrat aura des conséquences désastreuses par la suite.
Installé à Greenwich Village, Hendrix décide de jouer sa propre musique et devient le leader de Jimmy James & The Blue Flames. Randy California, futur membre de Spirit, est guitariste au sein de ce groupe. Il n'existe aucun enregistrement amateur du groupe. Le témoignage de Mike Bloomfield permet toutefois de se faire une idée de la façon dont Hendrix joue en 1966 :

« La première fois que j'ai vu Jimi jouer, c'était avec Jimmy James & The Blue Flames. Je jouais avec Paul Butterfield et je pensais être le meilleur guitariste du coin ! Je n'avais jamais entendu parler d'Hendrix. Alors quelqu'un m'a dit : « Tu devrais aller écouter le guitariste de John Hammond. » J'étais au Cafe Au Go Go et il était au Nite Owl ou au Café Wha?, j'ai traversé la rue et je l'ai vu. Hendrix savait qui j'étais, et ce jour-là, en face de moi, il m'a désintégré. Des bombes H dégringolaient, des missiles téléguidés volaient dans tous les coins — je ne te raconte pas les sons qui sortaient de sa guitare. Tous les sons que je devais l'entendre reproduire plus tard, il les a faits, dans cette pièce, avec une Strat, un Twin, une Maestro Fuzz-Tone, et c'est tout ; il jouait à un volume très poussé. »

— Mike Bloomfield

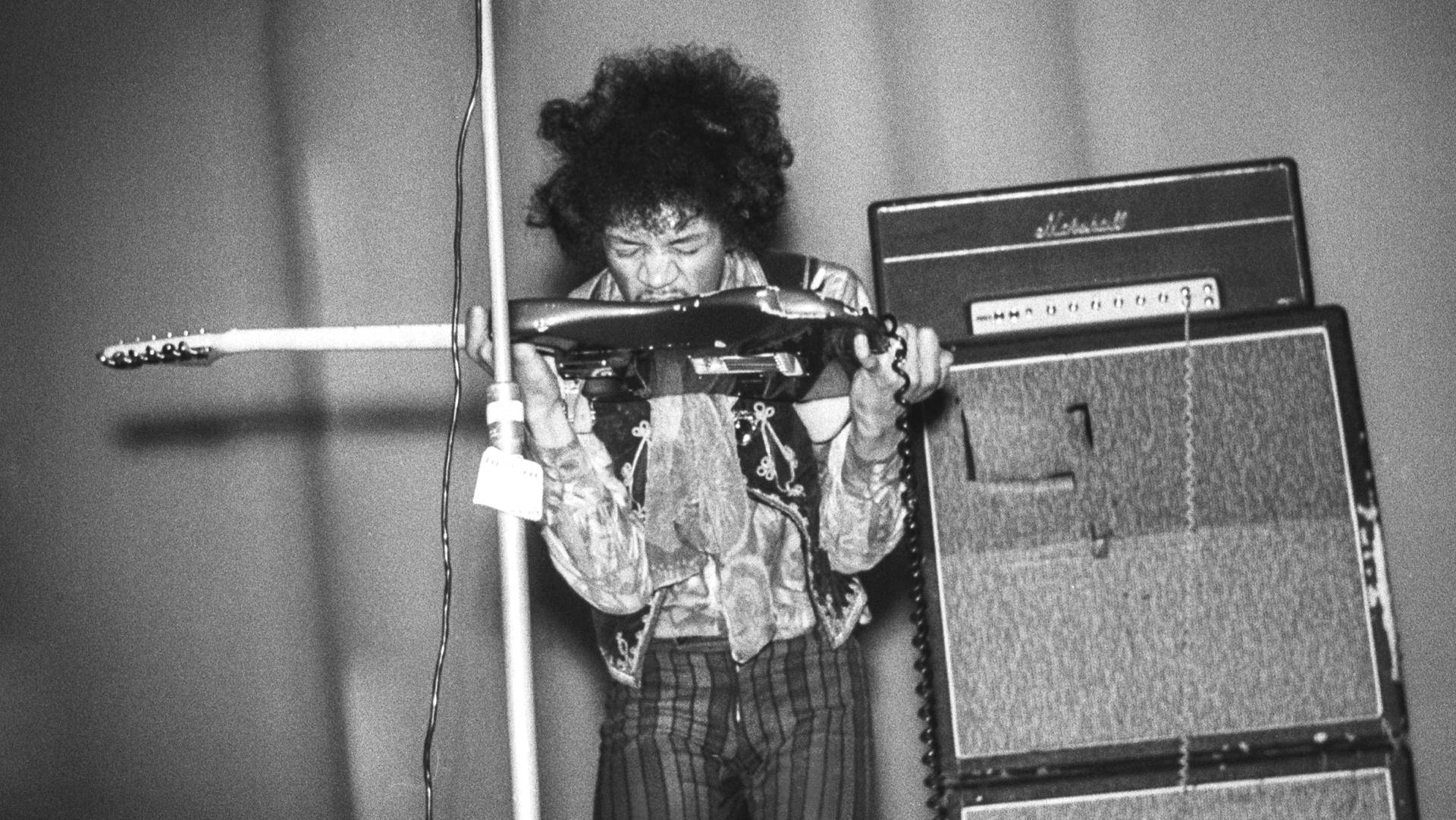
Jimi Hendrix en concert à Helsinki (Finlande) en 1968. Comme le relate Éric Clapton, il lui arrive de jouer avec les dents.

En 1966, il fait la connaissance de Linda Keith, mannequin qui sort alors avec Keith Richards, guitariste des Rolling Stones. Elle organise une rencontre avec Chas Chandler, le bassiste de The Animals, qui souhaite devenir manager. Le rendez-vous se fait au Café Wha? où Hendrix se produit. Chandler lui propose alors de venir se faire connaître et d'enregistrer son premier single au Royaume-Uni, alors en pleine effervescence musicale, avec des groupes comme The Beatles et The Rolling Stones. Jimi Hendrix aurait accepté, à condition de rencontrer celui qui apparaît comme la référence guitaristique britannique de l'époque : Eric Clapton. Sur le chemin, il adopte alors définitivement le nom de « Jimi Hendrix » (au lieu de « Jimmy ») sur les conseils de son manager.
Il rencontre Clapton pour la première fois lors d'un concert de Cream (le trio que celui-ci venait de créer avec Ginger Baker et Jack Bruce) le 1er octobre 1966 au Central London Polytechnic. Considéré comme le meilleur guitariste de blues anglais depuis son passage chez John Mayall, Eric Clapton accepte que Jimi Hendrix les rejoigne sur scène — malgré la réticence de Ginger Baker. Dans son autobiographie, Clapton raconte comment Jimi a alors interprété le Killing Floor de Howlin' Wolf :

« Il a joué de la guitare avec les dents, derrière la tête, allongé par terre, en faisant le grand écart et d'autres figures. C'était stupéfiant et génial musicalement, pas uniquement un vrai feu d'artifice à contempler. […] Je pris peur, car, juste au moment où on commençait à trouver notre vitesse de croisière, voilà qu'arrivait un vrai génie. »

— Eric Clapton.

#### Formation du trio The Jimi Hendrix Experience (1966)
Peu de temps après son arrivée à Londres, des auditions sont organisées pour trouver les musiciens qui l'accompagneront. Il commence par recruter Noel Redding comme bassiste, alors qu'il postulait en tant que guitariste — il ne jouait pas encore de basse — au sein de The Animals, l'ancien groupe de Chas Chandler.
Peut-être inspirés par Cream, Hendrix et Chandler optent pour un trio, en s'adjoignant les services de Mitch Mitchell. Selon Jon Hiseman (le futur batteur de Colosseum), Mitchell est, à ce stade, inconnu du cercle des jazzmen de Londres. Amateur d'Elvin Jones et de Max Roach, il officiait auparavant dans un groupe où il n'avait aucune liberté d'action.

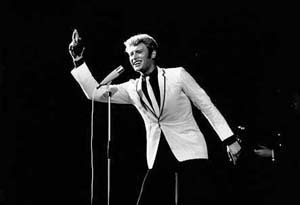
Johnny Hallyday (ici en 1965) a emmené l'Experience en première partie de sa tournée en France.

Impressionné par Hendrix — qu'un de ses amis rencontre dans un club londonien — Johnny Hallyday lui propose de rôder son nouveau groupe, en faisant sa première partie lors de quatre dates : le 13 octobre 1966 à Évreux, le 14 à Nancy,,, le 15 à Villerupt et le 18 à Paris à l'Olympia. Cette dernière date est importante : Europe 1 proposait alors une émission appelée Musicorama dont l'équipe a enregistré professionnellement la courte performance du Jimi Hendrix Experience.
En novembre 1966, le groupe se produit au Bag O' Nails, à Londres, devant un parterre de musiciens tels qu'Eric Clapton, John Lennon, Paul McCartney, Jeff Beck, Pete Townshend, Brian Jones, Mick Jagger et Kevin Ayers.
Le 16 décembre 1966, Hey Joe marque les débuts discographiques du Jimi Hendrix Experience. Le single entre dans les charts anglais le 5 janvier 1967 et monte jusqu'à la sixième place. La plupart des biographes s'accordent sur l'intérêt que Chas Chandler, le manager de l'Experience, manifeste pour ce titre, avant même de découvrir Jimi Hendrix. C'est donc sans surprise que le choix s'est porté sur la composition de Billy Roberts, que Jimi jouait déjà au Café Wha? avec les Blue Flames. Le 26 décembre, Hendrix compose Purple Haze dans les coulisses d'un club, Chandler comprend aussitôt que l'Experience tient là un tube en puissance. Les faits lui donnent rapidement raison : publié le 17 mars 1967 en Angleterre, le titre entre dans les charts dès le 23 mars et culmine à la troisième place. Au-delà du succès commercial, Purple Haze est avant tout une réussite artistique majeure : Hendrix n'est pas seulement le meilleur instrumentiste de la musique rock, il est aussi un compositeur original dont les conceptions sont révolutionnaires. Il n'a pourtant ni l'inventivité mélodique des Beatles, ni la maîtrise harmonique de John Coltrane mais, dès son deuxième single, il crée un univers musical dépassant ses influences, univers dont la singularité est renforcée par sa maîtrise du studio et des effets. Purple Haze ne ressemble à rien de ce qui a été fait auparavant ; l'« Experience » peut véritablement commencer.
Le 24 janvier 1967 l'Experience donne un concert mémorable au Marquee Club de Londres ; la crème de la pop music est là, incluant les meilleurs guitaristes du moments.
Le troisième single du Jimi Hendrix Experience, The Wind Cries Mary, a été enregistré le même jour que le « basic track » de Purple Haze, en seulement vingt minutes, selon Chas Chandler. La réalité est sans doute un peu différente — enregistrer le « basic track », le solo et le chant en aussi peu de temps relèverait de l'exploit —, mais il n'en demeure pas moins que ce single est typique de la production de Chas Chandler et de son mode opératoire : travailler vite. Musicalement, The Wind Cries Mary tranche singulièrement avec les deux premiers singles : c'est une ballade minimaliste, où se fondent les influences de Bob Dylan et de Curtis Mayfield.

#### Are You ExperiencedetAxis: Bold As Love: année mythique (1967)

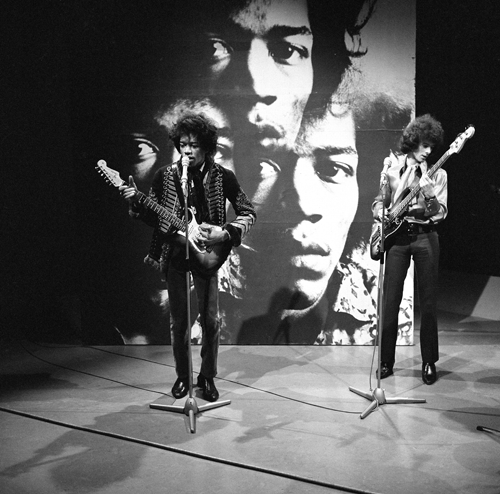
Jimi Hendrix et Noel Redding à la télévision néerlandaise le 14 mars 1967.

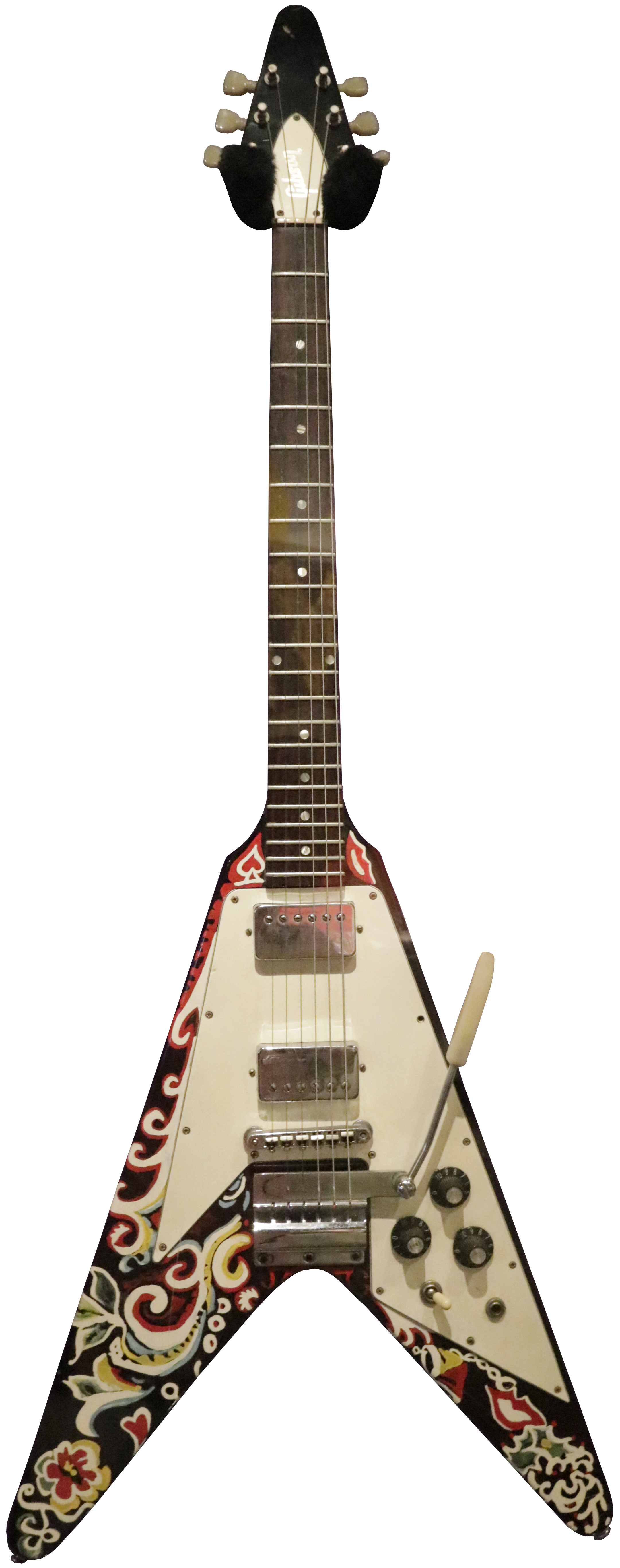
Guitare Gibson Flying V 1967 ayant appartenu à Jimi Hendrix, et peinte par ses soins (Rock and Roll Hall of Fame, Cleveland, Ohio).

Le premier album du groupe, Are You Experienced, sort le 12 mai 1967. Véritable pierre angulaire de la guitare électrique, il partage les instrumentistes entre anciens et modernes. Considéré comme l'un des meilleurs[réf. souhaitée] disques de rock par la critique, il constitue non seulement la base du répertoire de l'Experience, mais aussi du trio Hendrix/Redding/Mitchell. Une prise inédite de I Don't Live Today montre que le guitariste se dirigeait vers une musique plus audacieuse encore, que la production de Chandler a sans doute limité, conscient que les plages trop libres étaient bien moins populaires, donc moins intéressantes d'un point de vue strictement commercial.
Le 4 juin 1967, au Saville Theatre de Londres, Hendrix interprète une version du morceau titre de Sgt. Pepper's Lonely Hearts Club Band, le nouvel album des Beatles publié seulement trois jours auparavant. Paul McCartney et George Harrison, présents dans l'assistance, sont impressionnés par la performance, même si le reste du concert est entaché de problèmes d'ordre technique. C'est sur les conseils de Paul McCartney que les organisateurs du Monterey International Pop Festival ont invité le Jimi Hendrix Experience, alors au sommet de sa popularité en Angleterre.

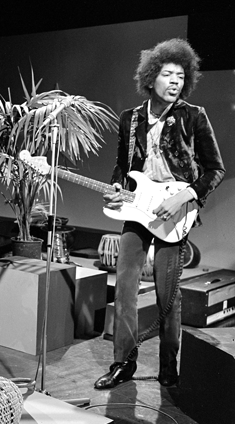
Jimi Hendrix en 1967.

Leur performance du 18 juin 1967 est historique ; de virtuellement inconnu aux États-Unis, le groupe devient rapidement culte dans les cercles rock, à défaut d'être véritablement connu du grand public. Immortalisée par le film de D. A. Pennebaker puis, plusieurs dizaines d'années plus tard, sur l'album Live at Monterey, la réputation de show-man de Jimi Hendrix est faite pour les années à venir, pour le meilleur et pour le pire. Car, si Monterey devient un concert rock extrêmement célèbre, Jimi Hendrix dégrade son image auprès des musiciens « sérieux », qui le prennent pour un « frimeur » (même si Miles Davis ne s'arrête pas à ça), mais aussi vis-à-vis du public, qui attend de lui, le plus souvent, un show plutôt qu'une performance uniquement musicale.
Une image mythique reste dans les mémoires : le moment où il sacrifie sa Stratocaster en l'immolant par le feu avant de la fracasser sur le sol, rite qu'il effectue pour la première fois, sur les conseils du journaliste Keith Altham, le 31 mars 1967 sur la scène du London Astoria sur le titre Fire et qu'il reproduit à la fin du festival de Monterey. Se brûlant légèrement aux deux mains, il doit être hospitalisé.
Le concert de Monterey est si légendaire que la ville de Seattle inaugure le Jimi Hendrix Park à l’occasion de son 50e anniversaire (du concert), le 17 juin 2017.
Après Are You Experienced, le groupe enregistre le single Burning of the Midnight Lamp, avant d'assurer la première partie de The Monkees, lors de leur tournée américaine de l'été 1967. Le public des Monkees n'accroche pas aux prestations de l'Experience, qui quitte la tournée après seulement six concerts, en prétextant la plainte des Daughters of the American Revolution, une ligue de morale, selon laquelle Hendrix serait « trop érotique » pour les jeunes fans des Monkees.
Après une série de concerts, le groupe enregistre à Londres de nouvelles compositions qui donnent la matière du deuxième album du groupe : Axis: Bold as Love, publié en décembre 1967. C'est un album très différent de l'opus précédent : Hendrix se concentre ici sur ses talents de guitariste rythmique et d'auteur-compositeur. L'influence de la production de Chas Chandler est encore très présente, la plupart des titres ne dépassent pas les trois minutes. Dans la foulée, Hendrix enregistre à Londres une reprise du All Along the Watchtower de Bob Dylan.

#### Electric Ladyland(1968): dernier album studio de Jimi Hendrix
Après une tournée américaine, Hendrix décide de continuer l'enregistrement de son troisième album au Record Plant, à New York. Hendrix tire profit au maximum des progrès technologiques de l'époque : l'album Electric Ladyland est enregistré sur un magnétophone 16 pistes, laissant à son créateur une liberté orchestrale jusqu'alors impossible. Hendrix, peu conventionnel dans sa manière de travailler, convie régulièrement qui veut bien venir au studio… où les ingénieurs du son doivent presque s'excuser de prendre leur place, nécessairement contraignante d'un point de vue strictement technique.
Lors de l'enregistrement de Gypsy Eyes, Chas Chandler jette l'éponge : Hendrix est désormais son propre producteur. Cet enregistrement marque aussi une nette détérioration des rapports qu'il entretient avec Noel Redding, son bassiste. Ce dernier se plaint du peu de place qu'Hendrix lui laisse au sein du groupe, mais aussi de la tournure que prennent les sessions, au cours desquelles Jimi Hendrix ne semble jamais satisfait des prises enregistrées. Noel Redding ne joue d'ailleurs que sur quelques titres du dernier album de l'Experience. De plus, Hendrix ne se limite pas aux seuls membres de l'Experience en studio et multiplie les rencontres avec des musiciens réputés (Steve Winwood, Chris Wood, Buddy Miles, Jack Casady et Al Kooper) qui se joignent à lui sur diverses compositions d'une rare richesse : Voodoo Child (Slight Return) et 1983... (A Merman I Should Turn to Be) figurent parmi les œuvres les plus ambitieuses de sa carrière.
Le 7 mars 1968, l'Experience se produit au Steve Paul's Scene où ils exécutent un set assez peu habituel (composé essentiellement de reprises) et se voient contraints de jouer avec un Jim Morrison, s'étant invité sur la scène, ivre et perturbant le bon déroulement du concert. Entre-temps, l'Experience publie la compilation Smash Hits en avril 1968 en Angleterre, puis l'année suivante aux États-Unis.
Electric Ladyland est le troisième album de Jimi et le dernier de l'Experience, il sort le 25 octobre 1968. L'album-concept de Jimi Hendrix est initialement présenté sous la forme d'un double LP. Electric Ladyland est généralement considéré comme son album le plus abouti, avec de longues plages instrumentales. En répétition comme en concert, l'Experience évolue au fil des mois. Centrées sur des chansons qui étaient relativement courtes aux débuts du groupe, les performances sont désormais le théâtre de longues improvisations, dépassant souvent les dix minutes par morceau (cf. la version d'un quart d'heure de Voodoo Chile, 1983 dure 13 min 39 s…). À la suite de la sortie de l'album, le groupe se lance dans une nouvelle tournée américaine, de laquelle sera tiré l'album Winterland, en 2011, reprenant les concerts au Winterland de San Francisco du 10 au 12 octobre 1968.

### Période d'errance

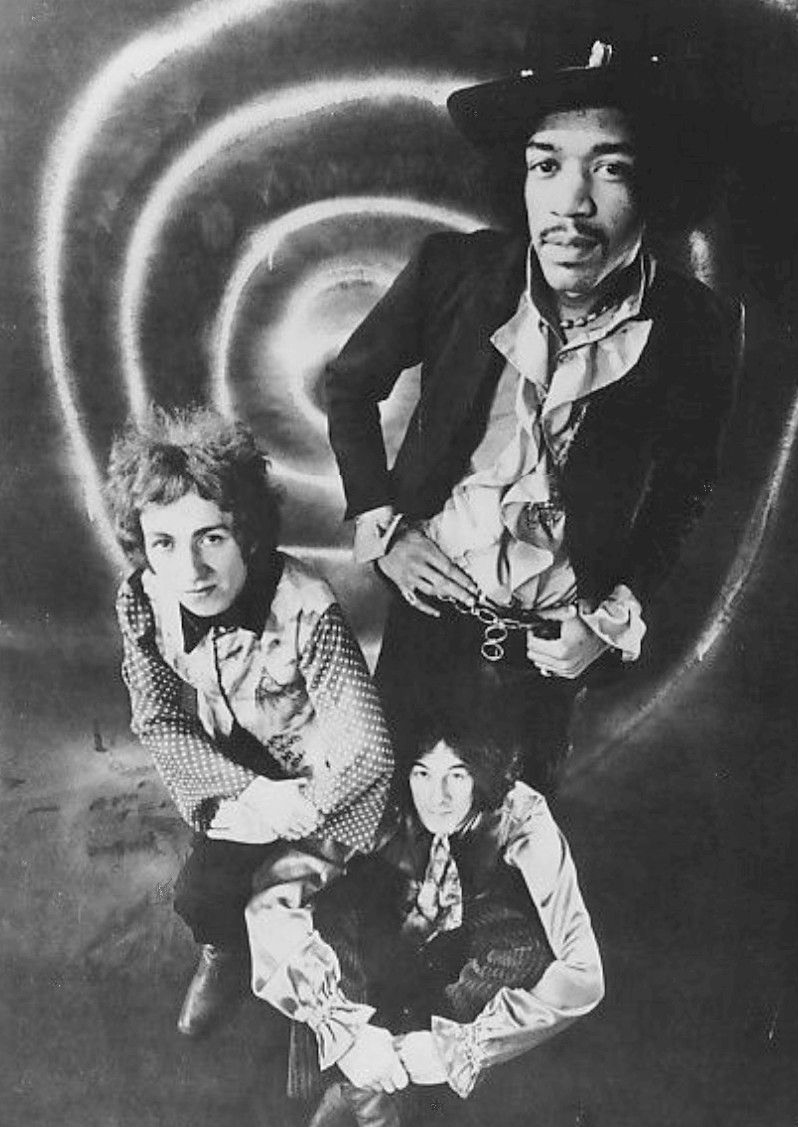
Jimi Hendrix, Mitch Mitchell et Noel Redding le 5 novembre 1968.

#### Séparation de l'Experience (premier semestre 1969)
Depuis la sortie de l'album Electric Ladyland, les rapports au sein du groupe deviennent plus fluctuants, avec les invitations lancées à de nombreux musiciens de partager un moment (« pour le fun » et l'expérimentation, ainsi que le nom du groupe le laisse entendre). Les sessions d'enregistrement qui s'ensuivent prennent la forme de longues jams informelles (caractéristiques de l'acid rock), plutôt que des compositions rapidement achevées et publiables sur un disque de rock standard.

« Avec Jimi, on avait parlé d’intégrer d'autres musiciens dans le groupe. Il y avait une pression de la part de Michael Jeffery [manager du groupe], car les managers voient loin. Je pense qu'il concevait toujours l'Experience tel quel avec Noel [Redding] et moi. Mais Jimi voyait autre chose. »

— Mitch Mitchell
Début janvier 1969, après une absence de plus de six mois, Hendrix retourne à Londres avec l'Experience et s'installe brièvement dans l’appartement de sa petite amie, Kathy Etchingham, sur Brook Street, jusqu'au 9 avril, date de leur séparation définitive.
À peine arrivés et avant de partir en tournée européenne, un incident a lieu lors du passage du trio dans l'émission télévisée de la BBC Happening for Lulu le 4 janvier : le groupe interprète Voodoo Child, puis commence à jouer Hey Joe ; arrivé aux deux tiers du morceau, Hendrix s'arrête et annonce qu'au lieu de finir « cette médiocrité », il va jouer Sunshine of Your Love en hommage au groupe Cream qui vient tout juste de se séparer. Vexé, le producteur de l'émission décide d'interrompre la prestation ; et le groupe ne sera plus jamais invité sur les plateaux de la BBC.
Au début de l'année 1969, trois mois après la sortie de l'album Electric Ladyland, le guitariste confie au Melody Maker : « Très prochainement, certainement en cours de cette nouvelle année, nous allons dissoudre le groupe, sauf pour les dates prévues. » Les concerts dont fait mention Jimi sont la tournée européenne du 9 au 23 janvier à travers la Suède, le Danemark, la RFA, l'Autriche et la France (pour deux dates). Au cours de la tournée européenne du mois précédent, les rapports au sein du groupe se détériorent, surtout entre Hendrix et Noel Redding, ce dernier reprochant au premier de son comportement imprévisible et du contrôle créatif sur la musique,.
Le trio revient à Londres le 24 janvier suivant. Les 18 et 24 février, la formation joue à guichets fermés au Royal Albert Hall de Londres, derniers concerts européens de l'Experience avant sa dissolution,. Ce dernier concert est enregistré professionnellement, mais il ne sortira qu'après la mort du guitariste avec les albums Experience (1971) et More Experience (1972). Les dernières sessions de l'Experience se déroulent au studio Olmstead le 14 avril et au Record Plant de New York, sessions durant lesquelles est réenregistrée la chanson Stone Free. Mais ces sessions seront peu productives, ce qui va excéder encore plus le bassiste.
Le 9 avril, Hendrix retourne aux États-Unis (qu'il ne quittera plus avant fin août 1970) avec l'Experience pour se lancer dans leur dernière tournée américaine qui commence le 11 avril suivant et dure jusqu'à fin juin, tournée qui sera entrecoupée de diverses sessions d'enregistrement. Mais un autre incident se déroule durant la tournée : le 3 mai 1969, le Jimi Hendrix Experience arrive à neuf heures et demie à l'aéroport international de Pearson à Toronto (Ontario, Canada) ; les douanes canadiennes trouvent dans l'un des sacs du guitariste des substances illicites ; il est aussitôt arrêté, puis emmené au siège de la police dans le centre-ville de Toronto. Il est libéré contre une caution de 10 000 dollars en espèces et doit comparaître devant le tribunal de Toronto le 5 mai. Les conséquences de cet incident sont désastreuses : Hendrix vivra avec la crainte d'un emprisonnement jusqu'à la fin de l'année 1969.
La dernière prestation de l'Experience a lieu le 29 juin 1969 au festival de Denver, qui se déroule sur trois jours au Mile High Stadium a été marquée par l'image de la police utilisant des gaz lacrymogènes pour contrôler le public. Le groupe s’est échappé de justesse de la scène, à l’arrière d’un camion de location, qui a été en partie écrasé par des fans qui étaient grimpés sur le toit du véhicule.
Avant le concert, un journaliste a énervé Redding en lui demandant pourquoi il était là ; le journaliste l’a alors informé que, deux semaines plus tôt, Hendrix a annoncé qu’il était remplacé par Billy Cox. Le lendemain, Redding annonce qu’il quitte le groupe et qu’il a l’intention de retourner à Londres, poursuivre une carrière solo avec son nouveau groupe Fat Mattress, reprochant au guitariste de diriger le groupe sans demander son accord, ce qui justifiait son départ,.

« Mitch et moi avons beaucoup traîné ensemble, mais nous sommes anglais. Si on sortait, Jimi restait dans sa chambre. Mais toutes les dissensions sont venues de ce que nous étions trois gars qui voyageaient trop, se fatiguaient trop, et prenaient trop de drogue... J’aimais Hendrix. Je n’aime pas Mitchell. »

— Noel Redding
Pour Mitch Mitchell, il n'a pas saisi, sur le moment, que la fin du groupe était définitive.

« Si par exemple Jimi et moi lui présentions quelque chose de type Motown, il réagissait négativement. À l'époque, la seule chose qu'il écoutait c'était deux albums des Small Faces. Les Small Faces étaient super, mais nous avions la tête ailleurs. Noel ne connaissait pas James Jamerson — le légendaire bassiste de R&B soul — ni les gars qui jouaient avec James Brown. L'essentiel du problème était que cela ne l'intéressait pas. [...] Noel, Dieu ait son âme, n'avait aucun intérêt pour la basse en tant qu'instrument. »

— Mitch Mitchell

#### Festival de Woodstock (été 1969)
À partir d'avril 1969, depuis sa séparation avec Kathy Etchingham, le guitariste passe tout son temps à New York. Il s'est lié d'amitié avec Deering Howe, fils de riches propriétaires d'hôtels à Manhattan et authentique passionné de la musique du guitariste — depuis que The Jimi Hendrix Experience avait loué son yacht quelques mois plus tôt —, ainsi qu'avec Colette Mimram et Stella Douglas qui tiennent une boutique de vêtements à Manhattan. Cette dernière présente à Jimi son mari, le producteur Alan Douglas, qui gérera l'héritage discographique du guitariste à partir du milieu des années 1970. Dans le même temps, deux jeunes femmes commencent à partager sa vie : Carmen Borrero, et Devon Wilson — amie de Stella Douglas.
Début juillet 1969, Jimi Hendrix est invité à deux émissions importantes : le Dick Cavett Show puis le Tonight Show. Il est accompagné par Mitch Mitchell et le bassiste Billy Cox lors de la seconde émission le 10 juillet durant laquelle ils interprètent une chanson inédite, Lover Man, en hommage à son ami Brian Jones mort dans les jours précédents à 27 ans. En fait, cela fait déjà plusieurs semaines qu'il répète et enregistre avec son ancien ami Billy Cox, qu'il avait connu à l'armée en 1962. Leur première session commune remonte au 21 avril 1969. Trois jours plus tôt, Jimi avait repris contact avec lui à l'occasion d'un concert à Memphis.

« On s'est revu en 1969 par le biais d'un ami qui savait que Jimi allait à Memphis. On s'est rejoint au concert. Et après on est allé dans sa chambre d'hôtel et on a discuté musique. »

— Billy Cox
En août, le manager loue la Shokan House — un manoir au milieu d'un parc de plusieurs hectares avec une piscine — près de Woodstock dans le nord de l’État de New York, dans le but de permettre au guitariste d'écrire et composer pour un prochain album. Après quelques jours de vacances au Maroc avec ses amis Deering Howe, Stella Douglas et Colette Mimram, Jimi rejoint le domaine où il séjourne à partir du 7 août 1969 à la mi-septembre,,. Dans la perspective d'un nouvel album, le guitariste met sur pied une nouvelle formation : le Gypsy Sun & Rainbows. En plus de Billy Cox, il rassemble autour de lui Larry Lee à la guitare (qu'il connaît depuis 1963) de retour à la vie civile depuis son retour de la guerre du Vietnam deux mois auparavant, Juma Sultan et Jerry Velez aux percussions. Hendrix était manifestement intéressé par l'idée de jouer avec des percussionnistes : les percussionnistes de Santana ont ainsi participé à la jam du Tinker Street Cinema début août 1969. La musique produite par le groupe se démarque du rock psychédélique de l'Experience, notamment par les formes musicales plus libres que le groupe expérimente. Mitch Mitchell est appelé par Hendrix fin juillet et redevient le batteur du groupe. Arrivé au manoir, le groupe répète pendant dix jours avec Mitchell en vue du concert au festival de Woodstock, mais la formation n'est pas toujours au point.

« Le management avait loué ce manoir grotesque. Apparemment ils répétaient depuis environ dix jours avant que je sois arrivé, mais ce n'était pas flagrant. Le groupe était sinistre et la maison était sinistre.[...] Lors des répétitions, j'ai eu l'impression, à plusieurs reprises, que Jimi avait compris que cela ne fonctionnait pas, et qu'il voulait en finir avec le concert et passer à autre chose.[...] C'est probablement le seul groupe avec lequel j'ai joué qui, tout simplement, n'a fait aucun progrès avec le temps. »

— Mitch Mitchell

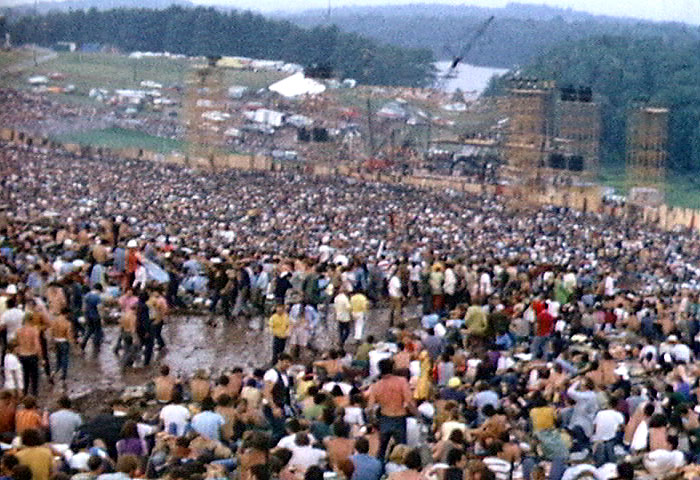
Le public du Festival de Woodstock (1969).

Au mois d'août 1969, Jimi Hendrix est l'une des têtes d'affiche du Festival de Woodstock. Il se produit le dernier jour. Malgré le retard pris par le festival, le management de Jimi Hendrix refuse de changer l'ordre d'entrée en scène des groupes. Sans le film, la performance de Jimi Hendrix ne serait certainement pas devenue légendaire[réf. nécessaire] : le Gypsy Sun & Rainbows n'entre en scène que le matin du lundi 18 août 1969, ce qui explique un public clairsemé lorsqu'il se produit.
Les mixages des différentes versions audio et vidéo mettent presque systématiquement le trio Hendrix/Cox/Mitchell en avant. Larry Lee est légèrement audible. Quant aux deux percussionnistes, ils sont quasi inaudibles d'un bout à l'autre. Juma Sultan regrettera amèrement le mixage power trio du Gypsy Sun & Rainbows, trouvant dommage d'avoir supprimé le foisonnement de percussions qui accompagne Star Spangled Banner. Inversement, John McDermott défend que le jeu foisonnant de Mitch Mitchell ne se marie pas bien avec celui des deux percussionnistes. Larry Lee revenait alors du Viêt Nam, et n'était certainement pas prêt à un tel évènement : seul son chant opère convenablement. Les deux titres qu'il chante lors de ce concert n'ont toutefois jamais eu les honneurs d'une publication officielle. Si les enregistrements pirates de la performance du Gypsy Sun & Rainbows montrent que le groupe n'était pas toujours en place, il n'empêche que la seconde partie du concert, portée à bout de bras par un Hendrix pourtant épuisé, reste l'un des plus grands moments d'improvisation de la musique rock[non neutre].
L'interprétation de l'hymne américain par le guitariste, véritable Guernica musical, est le point d'orgue du festival. Son approche de la guitare y est totalement révolutionnaire. D'autres guitaristes avaient utilisé le vibrato ou le feedback (comme Jeff Beck au sein des Yardbirds) avant lui. Mais il est le premier à avoir construit un langage inédit reprenant toutes ces techniques comme vocabulaire. Le passage central montre une vision musicale allant largement au-delà de genres établis comme le blues ou le rock : cris, bombes, Hendrix plonge avec sa musique dans l'univers de ses contemporains. Sa maîtrise du feedback sur les ultimes notes montre sa maîtrise des effets sonores (diversité des choix et réactivité instantanée). Avec Star Spangled Banner, Hendrix cristallise toute l'ambiguïté de l'intervention militaire des États-Unis au Viêt Nam.[réf. nécessaire]
À la suite du concert, le groupe se retrouve pendant une semaine en studio au Hit Factory à New York fin août pour travailler de nouvelles chansons. Mais ces sessions ne sont pas productives. Une nouvelle séance de travail se déroule donc aux Record Plant Studios début septembre, mais tourne vite au désastre avec le départ du guitariste Larry Lee, mettant fin au groupe Gypsy Sun and Rainbows. Mitch Mitchell et Billy Cox s'accordent sur le fait que le groupe ne progressait pas musicalement.

#### Band of Gypsys(automne 1969-début 1970)
Pour la Saint-Sylvestre 1969, au Fillmore East de New York, c'est avec une nouvelle formation que Jimi Hendrix se produit. Le Band of Gypsys est un trio entièrement afro-américain composé de Billy Cox et du batteur Buddy Miles. Jimi Hendrix y dévoile une évolution vers un jeu plus funk et y donne quatre concerts à l'occasion du nouvel an 1970 (les 31 décembre 1969 et le 1er janvier 1970, avec deux concerts par jour). Un album Live, Band of Gypsys, en est tiré : ce sera le dernier album publié de son vivant. La presse rock a été globalement déçue par une œuvre qui marquait, selon elle, un recul créatif vis-à-vis du troisième album de l'Experience (via un retour au rhythm and blues), et qui n'aurait pas dû sortir, de l'avis de Jimi Hendrix lui-même : « Je n'étais pas trop satisfait de l'album Band of Gypsys. Si ça n'avait tenu qu'à moi, je ne l'aurais jamais sorti. » L'album est en effet né de problèmes juridiques et non de la volonté initiale du musicien. Inversement, beaucoup voient dans le Band of Gypsys un groupe fondateur jetant les bases de nombreux courants musicaux des années 1970 : rock funk (Parliament/Funkadelic), jazz rock (Miles Davis, Mahavishnu Orchestra de John McLaughlin), etc. Miles Davis note d'ailleurs dans son autobiobraphie que c'est le groupe de Jimi Hendrix qu'il préférait. Durant les années 2000, la famille Hendrix publiera un double album contenant des enregistrements inédits tirés de cette série de concerts contenant d'excellentes versions.
Le 28 janvier 1970, lors d'un concert donné au Madison Square Garden, dans le cadre du Winter Festival For Peace, le Band of Gypsys doit se produire gratuitement, afin de soutenir des opposants à la guerre du Viêt Nam. Le groupe monte sur scène vers trois heures du matin, dans ce qui s'avèrera être sa dernière performance, et peut-être le plus gros fiasco de toute la carrière de Jimi Hendrix. Après avoir présenté les membres de son groupe, alors qu'une jeune femme réclame Foxy Lady, Hendrix lui répond que « Foxy Lady est assise par là, en sous-vêtement jaunes, sales et tachés de sang. »
Le groupe se lance alors dans une version particulièrement peu inspirée de Who Knows. Selon tous les témoins présents ce soir-là, Hendrix n'était pas en état de monter sur scène. Johnny Winter confiera par la suite que, pour lui, « c'était comme s'il était déjà mort. » Manifestement, Hendrix n'est pas dans son état normal : sur Who Knows, contrairement à son habitude, il ne mélange pas guitare et chant. La version qui suit de Earth Blues est encore moins convaincante, Hendrix interpellant ainsi le public alors qu'il s'arrête de jouer : « C'est ce qui arrive lorsque la Terre baise avec l'Espace, n'oubliez jamais ça. Voilà ce qui arrive ! » Buddy Miles tenta de calmer le jeu, faisant face à la stupéfaction de l'audience en promettant un retour sur scène qui n'arrivera pas : Hendrix débranche sa Stratocaster et quitte définitivement la scène, laissant à Buddy Miles le soin de gérer la foule. Aujourd'hui encore, la controverse reste entière sur ce qui s'est véritablement passé cette nuit-là au Madison Square Garden. Mike Jeffery profita de l'occasion pour virer sur le champ Buddy Miles… ce dernier accusant le manager d'avoir donné à Hendrix une dose de LSD le mettant dans l'incapacité de jouer. D'autres mettent en cause Devon Wilson, une des petites amies de Hendrix.
Lors de son interview du 4 février 1970, menée par John Burks pour Rolling Stone (à l'initiative de Mike Jeffery), Hendrix reviendra sur la performance du Madison Square Garden : « C'est comme la fin d'un commencement ou quelque chose comme ça, je pense que le Madison Square Garden est comme la fin d'un long conte de fées. Ce qui est génial […]. En ce qui me concerne, le Band of Gypsys était formidable. […] C'est juste histoire de changer de tête, de se renouveler. […] J'étais très fatigué. » Il précisa ensuite qu'il avait affronté la plus grande guerre intérieure de toute sa vie, et que « ce n'était pas l'endroit pour le faire. »
L'album live homonyme sort le 25 mars 1970 chez Capitol Records pour libérer toute obligation contractuelle, accompagné de la publication du single Stepping Stone / Izabella sous le nom de Hendrix Band of Gypsys. Enregistré en studio avec le trio éphémère, le single est rapidement retiré de la vente, Hendrix n'étant pas satisfait de son travail. Il passe beaucoup de temps à son appartement de Greenwich Village à commencer à écrire son prochain album studio.

### Retour inachevé et mort

#### Inauguration et derniers enregistrements au studio Electric Lady (avril à août 1970)
Le concert donné le 25 avril 1970 au L.A. Forum marque le retour de Jimi Hendrix sur le devant de la scène : c'est la première de ce qui s’avérera son ultime tournée américaine (le Cry of Love Tour). Première d'autant plus importante que c'est avec un nouveau groupe que Jimi Hendrix se présente : si Billy Cox est toujours à la basse, Mitch Mitchell est de retour à la batterie. Contrairement à ce que l'interview donnée en février 1970 à John Burks aurait pu faire croire, Jimi Hendrix n'a pas reformé l'Experience avec ses membres d'origine. Le nom de cette formation est d'ailleurs toujours sujet à caution ; « Jimi Hendrix Experience » selon Billy Cox, « Cry of Love Band » pour d'autres, Jimi Hendrix semble n'avoir jamais véritablement clarifié ce point. Durant la tournée, le groupe donne le 4 mai un concert de soutien à l'intellectuel et apôtre du LSD Timothy Leary au Village Gate à New York avec Grateful Dead, Johnny Winter, Jim Morrison et le poète Allen Ginsberg.
Le rythme de cette tournée, bien plus raisonnable que celui des tournées précédentes, n'est pas étranger à la qualité tant des sessions studio que des concerts. Les critiques, biographes et journalistes tendent à décrire cette tournée dans des termes pour le moins mitigés. Pourtant, ainsi que John McDermott le souligne dans Setting The Record Straight, la tournée américaine de 1970 marque le retour d'une grande créativité. Selon Billy Cox, Hendrix n'arrêtait pas de setlists précises : il se contentait de préciser uniquement les premiers titres qu'ils allaient jouer. Le répertoire du groupe est d'ailleurs nettement moins stéréotypé que celui de l'Experience. Le concert du 4 juillet 1970 au festival d'Atlanta est une réussite avec le plus grand nombre de spectateurs de sa carrière (500 000 selon les sources), tandis que celui du 1er août à Honolulu est le dernier de son vivant sur le territoire américain.
Cette tournée marque aussi une reprise en main de sa carrière : Hendrix enregistre en une semaine son nouvel album studio et se produit en concert le week-end, afin de financer les travaux de construction de l'Electric Lady, son propre studio (à parts égales avec Mike Jeffery).

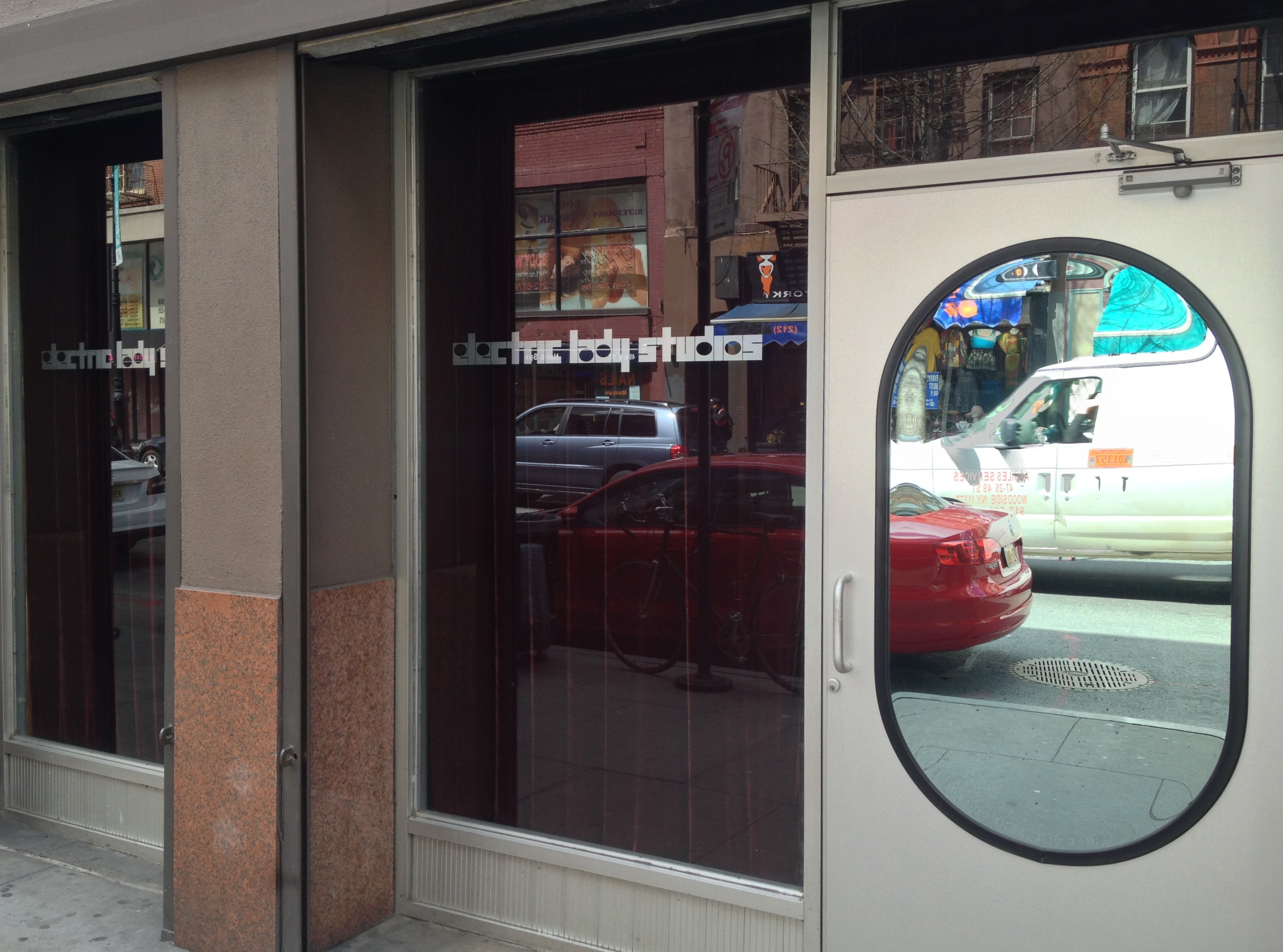
Le studio conçu par Jimi Hendrix, l'Electric Lady Studio en 2013.

L'histoire du studio remonte à 1968 lorsque Jimi Hendrix et Michael Jeffery achètent le club The Generation récemment fermé au 52th W 8th St. dans le quartier de Greenwich Village à New York, où le guitariste avait multiplié les jam sessions et où avaient joué aussi bien B. B. King, Big Brother and the Holding Company, Chuck Berry et Sly and the Family Stone. Le club est transformé en studio d'enregistrement avec l'appui d'Eddie Kramer, qui voulait que Jimi possède un lieu à la mesure de ses ambitions artistiques, et sous l'égide de l'architecte et acousticien John Storyk, qui en a conçu les moindres détails. C'est à Lance Jost qu'a été confiée la décoration : une ambiance de science-fiction, destinée une fois encore à stimuler l'imagination du guitariste et compositeur.
Les premiers essais techniques et acoustiques sont effectués fin mai 1970, la toute première mise en service le 8 juin durant laquelle Jimi et Eddie Kramer se contentent de tester le matériel. Ce n'est qu'à partir du 15 juin que le groupe de Jimi Hendrix enregistre pour la première fois ensemble au studio. Selon la plupart des témoignages, Hendrix aborde les séances avec plus de sérieux que par le passé, même si ses sautes d'humeur, son rapport malsain avec son manager Jeffery et sa relation avec Devon Wilson compliquaient parfois leur bon déroulement. Mitch Mitchell ne partage pas son point de vue :
« J'ai entendu dire qu'au moment où [l'Electric Lady] a ouvert, il en avait marre d'enregistrer et de travailler, mais ce n'est pas vrai : c'était un rêve pour lui d'avoir son propre studio. ».
Après des mois de chaos personnel et de doutes artistiques, Hendrix retrouve son inspiration et progresse dans la création de son quatrième album studio. Les sessions comme celles du 1er juillet 1970 montrent son renouveau artistique. Sa musique est nettement plus rythmique, plus composée. Hendrix l'architecte prend le pas sur Hendrix l'instrumentiste. La guitare sert le discours, et non l'inverse.
Une fois la tournée terminée, la formation passe l'essentiel de la seconde quinzaine d'août aux studios Electric Lady, pour y enregistrer et terminer diverses chansons, que le guitariste avait accumulées depuis plus de neuf mois, en vue du prochain album - qui aurait dû s'intituler First Rays of the New Rising Sun. Mais l'album ne sera pas terminé du vivant du guitariste.
Le 26 août 1970, Jimi Hendrix donne une fête d'inauguration de son studio Electric Lady. À ce moment-là, le guitariste a enregistré plus d'une trentaine de chansons, dont certaines sont totalement achevées et présentées à la fête. C'est également ce jour-là que le guitariste se trouve en studio pour la dernière fois de sa vie. En effet, le lendemain la formation part dans une tournée européenne de laquelle le guitariste ne reviendra pas.
Entre-temps, le même jour parait Historic Performances Recorded at the Monterey International Pop Festival par Reprise Records aux États-Unis et par Atlantic Records en France. L'album présente plusieurs chansons issues des concerts d'Otis Redding et de l'Experience au Monterey International Pop Festival le 18 juin 1967. Le concert dans son intégralité ne sera publié qu'en 1986, puis en 2007 sur Live at Monterey.

#### Les derniers jours en Europe (fin août à mi-septembre 1970)

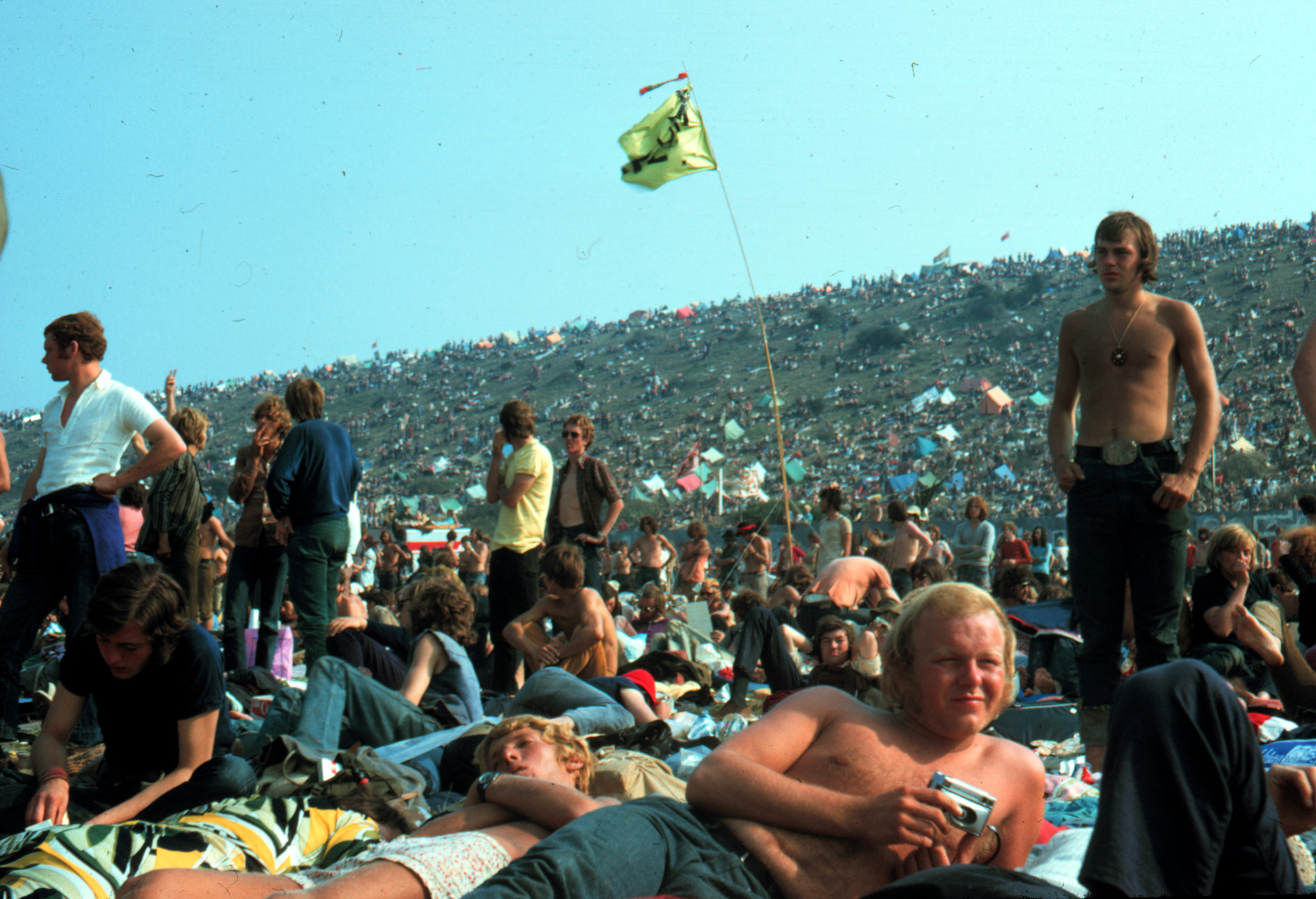
La formation de Jimi Hendrix a joué au festival de l'Île de Wight le 30 août 1970 dont le concert ne sera pas mémorable.

Afin de financer le studio qu'il vient d'inaugurer officiellement, Hendrix accepte à contrecœur de se lancer dans ce qui s’avérera être son ultime tournée européenne. Ainsi, dès le 27 août 1970, au lendemain de l'inauguration de son studio, il se rend avec Cox et Mitchell au Royaume-Uni pour se produire trois jours plus tard au festival de l'île de Wight, au sud de l'Angleterre, devant 600 000 personnes. Bien que les titres emblématiques de son répertoire s'enchaînent avec les nouvelles compositions issues du dernier album en cours d'enregistrement, ce ne sera pas le meilleur concert du guitariste, loin de là, au point que celui-ci s'excusera auprès du public après trois chansons et qu'il reprendra tout depuis le départ, avant de jeter sa guitare en quittant la scène à la fin du concert.

« Pour être franc, c'était un mauvais concert. Je ne peux pas dire si le cœur de Jimi y était. Une chose est certaine, rétrospectivement, c'est que nous aurions vraiment dû répéter une fois. C'est étrange parce que le groupe jouait tellement bien, il était réglé comme une horloge. À ce stade, nous étions tous confiants vis-à-vis de nos jeux respectifs. Il n'y avait aucune raison que le concert soit peu réjouissant. Mais le feeling n'était pas au rendez-vous. »

— Mitch Mitchell
À l'initiative de Kristen Nefer, une mannequin danoise de 24 ans qui fréquente le guitariste, le groupe donne quatre concerts en Scandinavie entre le 31 août et le 3 septembre à Stockholm, Göteborg, Aarhus et Copenhague. Si les concerts des 1er (Göteborg) et 3 septembre 1970 (Copenhague) sont remarquables, celui du 2 septembre à Aarhus au Danemark est désastreux : Hendrix quitte la scène après seulement quelques titres. Hendrix semble très déprimé, et consomme beaucoup de drogues.

« Je ne suis pas sûr que j'atteindrai vingt-huit ans. Je veux dire qu'au moment où musicalement, je sentirai que je n'ai plus rien à donner, je ne serai plus de ce monde. »

— Jimi Hendrix
Après le concert du 4 septembre 1970 à Berlin, la santé de Billy Cox oblige le management du groupe à annuler le reste de la tournée : le concert donné sur l'île de Fehmarn (en Allemagne) dans le cadre du Love and Peace Festival le 6 septembre 1970 sera le dernier du trio et du guitariste.
Le soir du 6 septembre 1970, après son dernier concert, Hendrix retourne à Londres et loue une suite au Cumberland Hotel dans le West End. Il donne son dernier entretien le 11 septembre 1970. Entre-temps, il évoque avec les producteurs Chas Chandler et Alan Douglas son projet de virer son manager Michael Jeffery et de le remplacer par Douglas, considéré comme meilleur dans la gestion des affaires du guitariste. Alan Douglas avait été directeur du département jazz de United Artists Records, ce qui lui avait valu de travailler avec des artistes comme Duke Ellington, Max Roach et Charles Mingus. Il avait été l'ami et le conseiller de Jimi lorsque celui-ci avait formé le Band of Gypsys, ce qui l'avait amené à coproduire avec Stephan Bright les sessions de répétitions du groupe en novembre 1969, mais sans grand résultat.
Le 15 septembre, Jimi retrouve sa nouvelle petite amie Monika Danneman, jeune professeur de patinage sur glace et artiste peintre allemande, qu'il avait rencontrée pour la première fois lors d'un concert à Düsseldorf le 12 janvier 1969. Cette dernière avait remplacé Kirsten Nefer dans le cœur du guitariste, mais reste en concurrence avec Devon Wilson,.

« Jimi a passé la majeure partie de ses derniers jours avec Monika Danneman qui — sans vouloir l'offenser — n'est pas le grand amour de sa vie. Des amours de ce genre, il n'en a vraiment eu que deux : Kathy Etchingham, à ses débuts en Angleterre, et Devon Wilson. »

— Mitch Mitchell
Le soir du 15, Jimi et Monika vont au Ronnie Scott's voir Eric Burdon et War. Le lendemain soir, Hendrix rejoint War le temps d'une jam session et joue sur deux titres, qui constituent les ultimes enregistrements amateurs du guitariste. Le 17 septembre, veille de sa mort, Hendrix pose pour des photos par sa petite amie Monika Danneman. Le guitariste est informé par Mitch Mitchell qu'une jam session est organisée au club Speakeasy à New York avec Sly Stone et qu'il fait part de son désir d'y participer. Eric Clapton avait projeté de rejoindre Jimi à cette jam pour lui offrir une nouvelle guitare pour gaucher. Le soir, Jimi et Monika sont invités par Devon Wilson, qu'ils ont croisée sur King Road plus tôt dans l'après-midi, à une soirée chez Philip Harvey, le fils du riche lord anglais Arthur Vere Harvey. Vers 23h, le couple quitte la soirée pour regagner l'appartement de Monika au Samarkand Hotel dans le quartier de Notting Hill. Puis quelques heures plus tard dans la nuit le 18 septembre 1970, le couple se rend à une autre soirée chez Pete Kameron, lequel a secondé Kit Lamber et Chris Stamp pour la création de Track Record. Y sont présentes également Angie Burdon (la femme d'Eric Burdon), Stella Douglas (la femme du producteur Alan Douglas) et Devon Wilson. Le guitariste ne serait resté que trente minutes à la soirée avant de rentrer avec Monika vers trois heures du matin au Samarkand Hotel,.

#### Mort

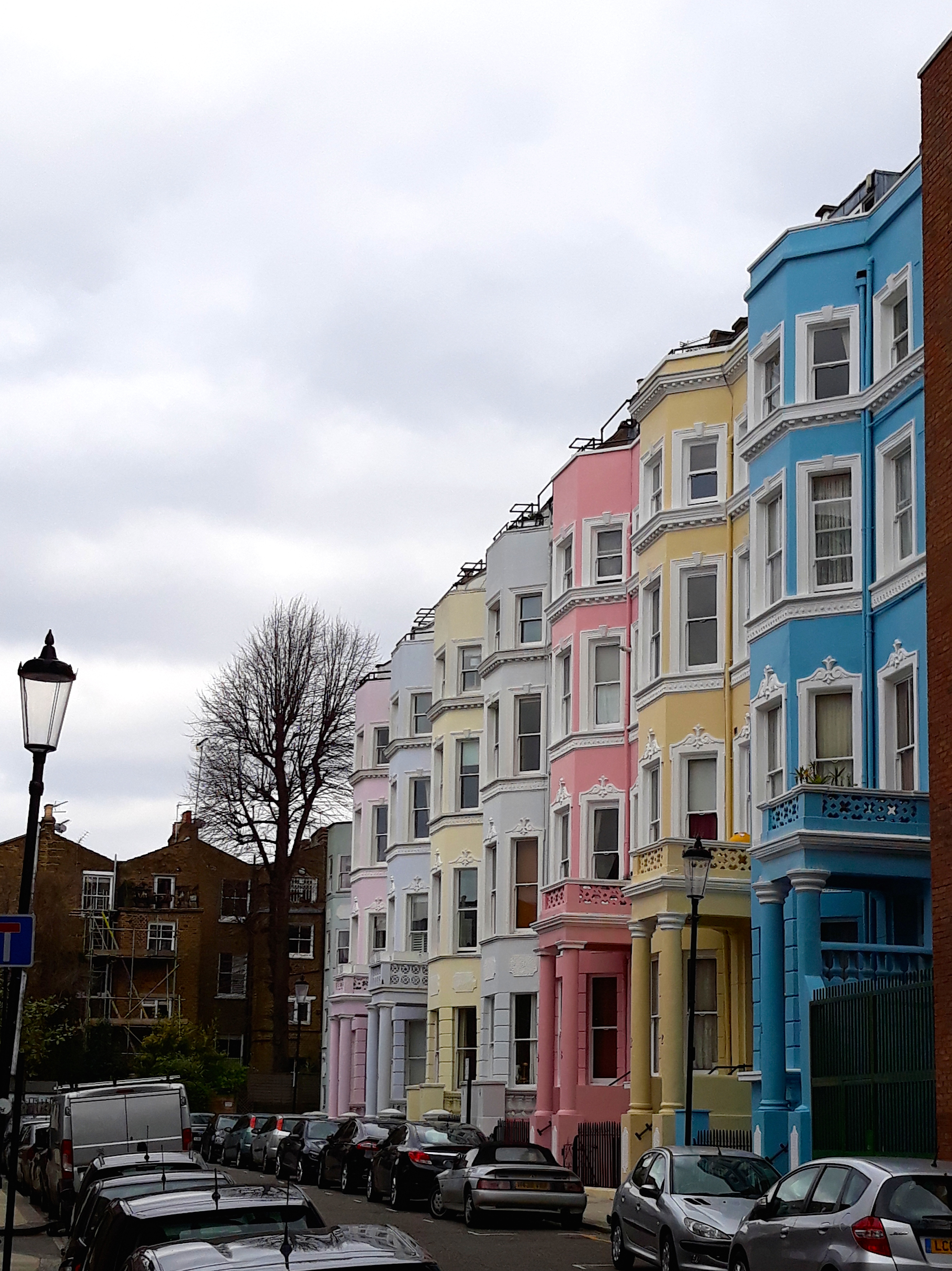
C'est dans le quartier de Notting Hill à Londres que se situe l'appartement de Monika Danneman dans lequel Jimi vit ses dernières heures.

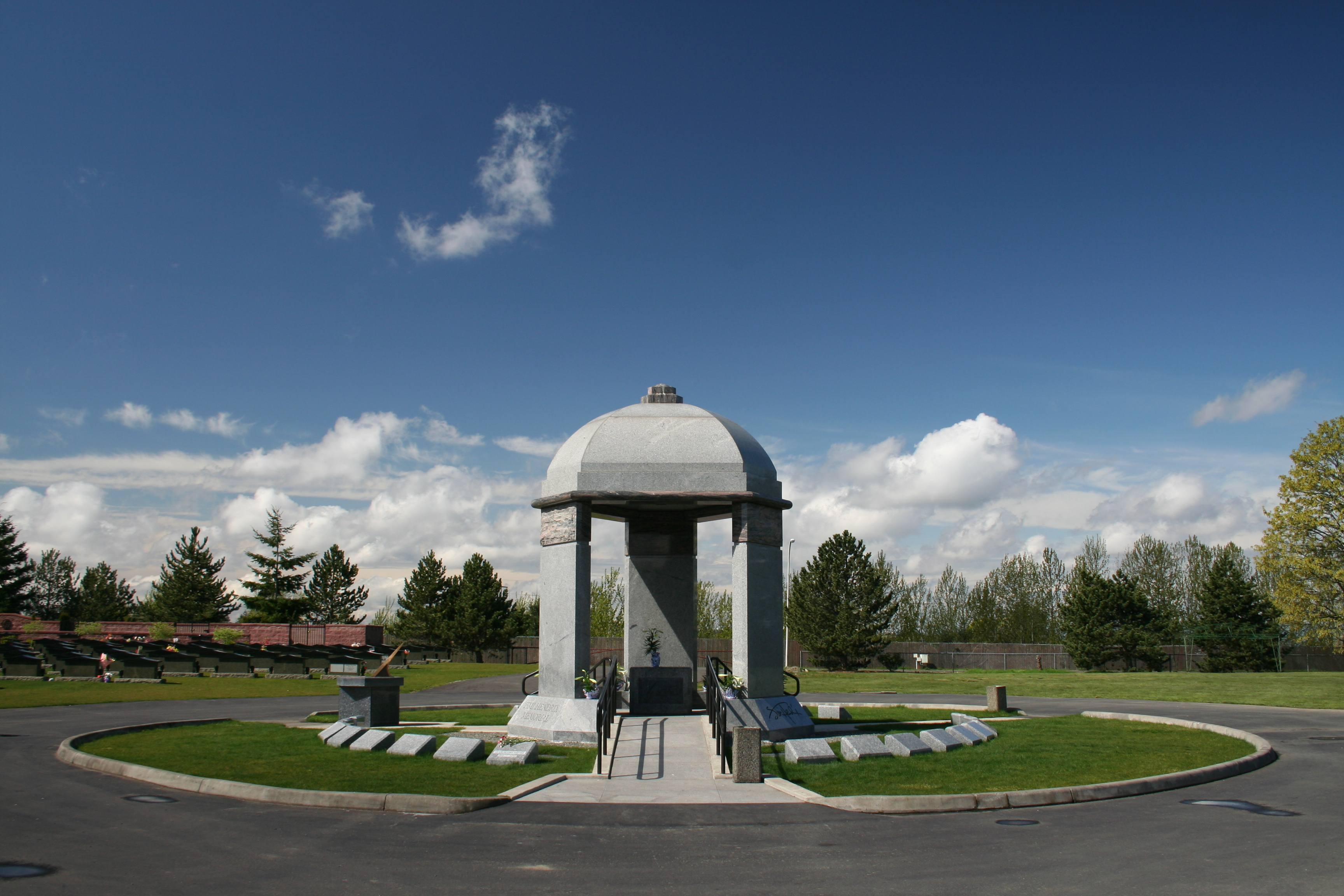
Le Jimi Hendrix Memorial à Seattle là où le guitariste est inhumé.

En milieu de matinée du 18 septembre 1970, Hendrix est retrouvé mort dans l'appartement de Monika au Samarkand Hotel de Londres. Les circonstances exactes de sa mort sont incertaines, mais il semble être mort asphyxié par son vomi, à la suite d'un abus de barbituriques (Vesparax) lié à une prise d'alcool. Selon Monika, elle serait rentrée de courses et aurait remarqué que Jimi avait été malade cette nuit-là et aurait pris neuf comprimés de somnifère. N'ayant pas trouvé le numéro de téléphone du médecin de Jimi, elle aurait appelé l'ambulance qui serait arrivée vers 11 h 27. Le musicien aurait été conduit en urgence au St. Mary Abbots Hospital de Kensington, où il serait décédé trente minutes plus tard. Cette version est à prendre avec précaution car Monika a donné plusieurs versions différentes, voire contradictoires, concernant les dernières heures de Jimi Hendrix, comme celle où Jimi se serait endormi vers 7h15 du matin sans prendre de somnifères. Pour leur part, les urgentistes appelés sur les lieux ont affirmé que Jimi était déjà mort lorsqu'ils avaient pénétré dans l'appartement et qu'il n'y avait personne d'autre que lui à l'intérieur. Cette déclaration a été corroborée par les deux policiers présents.
En 2009, James Tappy Wright, son ancien assistant, affirme que Hendrix aurait été assassiné par son manager Michael Jeffery qui lui aurait fait ingurgiter de force des pilules et de l'alcool. Il prête à Jeffery les propos suivants : « Je devais le faire […] Jimi valait pour moi beaucoup plus mort que vif. Ce fils de pute allait me quitter. Si je le perdais, je perdais tout… On est entré dans la chambre d'hôtel de Monika, on a pris une poignée de pilules qu'on a fourrées dans la bouche de Jimi, et puis on lui a versé plusieurs bouteilles de vin rouge dans la gorge ».
La mort du guitariste a provoqué un séisme parmi ses fans, ses amis et sa famille.

« En peu de temps, le soleil s'en était allé. Mon frère a toujours semblé avoir été touché par la grâce, choisi par une force supérieure. Dès le début, il était destiné à être une star. Il l'avait, ce quelque chose de spécial qui le distinguait de tous les autres. Jimi était en avance sur son époque de son vivant et je savais qu'il grandirait encore au-delà de sa mort. »

— Leon Hendrix, le frère de Jimi
En dépit de sa volonté d'être inhumé à Londres, il est enterré à Seattle, sa ville natale, le 1er octobre 1970, en présence de sa famille et de nombreux musiciens, dont un Miles Davis bouleversé qui assiste au seul enterrement de sa vie, et les anciens membres de l'Experience (Noel Redding et Mitch Mitchell). Après la cérémonie, un concert est donné pour lui rendre un dernier hommage,.

« Jimi m'a toujours dit que l'on fasse la fête le jour de ses funérailles. On a loué une salle, rassemblé quelques instruments et nous lui avons adressé un dernier adieu chaleureux. Buddy Miles, Johnny Winter, Mitch et moi-même étions le centre d'une jam session qui a duré des heures. Jimi aurait apprécié... »

— Noel Redding
Mitch Mitchell a toujours regretté celui qu'il avait accompagné sur quasiment toute sa carrière musicale, comme il l'a exprimé en 1990, :

« En fin de compte, tout ce qu'on peut dire, c'est : "Quel putain de gâchis". Il était irremplaçable, à la fois comme ami et comme musicien. Il me manque autant aujourd'hui qu'il y a vingt ans. »

— Mitch Mitchell
La publication du livre de Monika Danneman The Inner World of Jimi Hendrix en 1995, dans lequel elle raconte son histoire avec la rock star, a conduit Kathy Etchingham à engager des poursuites judiciaires pour diffamation, qu'elle remportera en 1996. Peu de temps après, Monika est retrouvée morte dans sa voiture. Selon son mari Ulrich Roth, guitariste du groupe Scorpions, elle se serait suicidée après avoir reçu des menaces de mort.
La mort de Jimi Hendrix participe à l'invention du mythe du club des 27 regroupant les figures de la musique mortes de façon rapprochée à l'âge de vingt-sept ans (Brian Jones le 3 juillet 1969, Alan Wilson de Canned Heat le 3 septembre 1970, Janis Joplin le 4 octobre 1970, et Jim Morrison le 3 juillet 1971).

## Albums posthumes

### Premiers albums posthumes sous Jeffery et ère Douglas
Jimi Hendrix n'ayant pas laissé de testament, c'est son père Al qui hérite tous ses biens (principalement des investissements en propriétés et en actions, à quoi s'ajoutaient environ 25 000 $ en banque). Il s'est aussitôt adjoint les services d'un avocat, Ken Hagood, qui a pour double mission d'étudier les différents contrats que Jimi avait pu signer et de découvrir si Jeffery avait dit vrai. En attendant, c'est à ce dernier que revient la charge de superviser les albums posthumes.
En mars 1971, Jeffery publie le premier album posthume de Hendrix : The Cry of Love, suivi de Rainbow Bridge quelques mois plus tard. Ces albums contiennent les derniers enregistrements studios de Hendrix qui auraient dû figurer sur First Rays of the New Rising Sun (qui ne sortira qu'en 1997). Par la suite, l'ancien manager publie deux albums live (l'excellent Hendrix in the West et le médiocre Isle of Wight) et deux nouveaux albums studios comportant les « fonds de tiroir » dont la qualité baisse sensiblement (War Heroes en 1972, puis Loose Ends en 1974), accompagné d'une baisse commerciale et critique. En effet, ces deux albums mélangent chansons à peu près terminées avec celles qui sont inachevées ou des jams sessions non publiables en l'état. Entre-temps, Jeffery s'apprète à avoir des soucis judiciaires, car il a utilisé des extraits du concert de l'Experience au Royal Albert Hall (deux autres albums live extraits de ce concert intitulés Experience et More Experience paraissent en 1971 et 1972 sous un autre label), mais ces titres étaient en principe inutilisables pour des raisons contractuelles. Mais par la suite, sa mort l'empêchera de défendre son cas devant les tribunaux, alors que l'avocat Hagoot aura été loin d'avoir terminé ses investigations.
Mais le 5 mars 1973, Jeffery trouve la mort dans la collision aérienne de Nantes. À la demande d'Al Hendrix, un autre avocat, Leo Branton (connu pour avoir défendu Rosa Parks) est appelé pour confier au producteur Alan Douglas le contrôle discographique de toutes les sorties des albums posthumes de l'artiste. C'est ainsi que le nouveau producteur (auquel Jimi Hendrix, avant sa mort, avait songé pour remplacer Jeffery) publie deux nouveaux albums en 1975 : Crash Landing et Midnight Lightening. Si le premier est un succès commercial, leur sortie provoque une controverse. En effet, Alan a engagé des musiciens de studio pour rejouer des parties mauvaises ou manquantes sur les enregistrements originaux de répétitions (basse, batterie et même guitare de Jimi), voulant les mettre au goût du jour. Ses nouvelles publications dans les années 1980 seront pour la plupart des albums live, parfois controversés.
Coup de théâtre en 1993, après avoir fait annuler la vente des droits d'auteurs, Al Hendrix décide de poursuivre en justice l'avocat Leo Branton et le producteur Alan Douglas afin de leur faire renoncer aux droits sur la gestion discographique de l'artiste. Deux ans plus tard, en pleine bataille judiciaire, Alan Douglas réédite les versions remastérisées des trois albums studio de l'Experience, publie un nouvel album studio (Blues), et décide de remplacer The Cry of Love par Voodoo Soup avec des mixages et des versions différentes des chansons de l'album. Cette publication provoque une nouvelle controverse auprès des amateurs du guitariste. Pour ces deux publications, Alan Douglas ne fait plus appel aux musiciens de studio grâce au numérique qui permet de remplacer une partie manquante de chanson par une autre partie de la même. Voodoo Soup est le dernier album publié par Douglas qui perd les droits quelques mois plus tard au profit de Al Hendrix.

### Reprise en main par la famille de Hendrix
En 1995, après avoir gagné la bataille judiciaire, Al Hendrix crée la société Experience Hendrix LLC et en confie la présidence à sa fille Janie Hendrix (la demi-sœur de Jimi) et la vice-présidence à son neveu Bob Hendrix. Les Hendrix embauchent l'ingénieur du son Eddie Kramer pour travailler sur tous les enregistrements de Jimi. Deux ans plus tard, la famille ressort à nouveau les albums de l'Experience remastérisés (avec la fusion des éditions britanniques et américaines de Are You Experienced), et publie la version définitive du dernier album de Hendrix sous son titre original First Rays of the New Rising Sun. Cette sortie est bien accueillie par les critiques, le public et les amateurs du guitariste. La même année paraît également l'album South Saturn Delta qui, moins bien accueilli, mélange des chansons inédites non retenues dans l'album précédent, et des maquettes pas forcément publiables en leur état. Ces deux disques remplacent quasiment à eux seuls les quatre albums publiés par Jeffery dans les années 1970. Dans les années suivantes, la famille publie une série de live (qui remplacent ceux d'Alan Douglas) dont BBC Session en 1998, Live at Woodstock en 1999 et Live at Monterey en 2007, plus, en 2000, le coffret pourpre intitulé The Jimi Hendrix Experience Box Set qui mêle inédits et chansons connues (studio et live) retraçant la carrière du guitariste. De plus, de nombreuses jam sessions sont publiées à travers le label Dagger Records sous forme d'albums pirates officiels.
Le 17 avril 2002, Al Hendrix meurt d'une crise cardiaque. D'après son testament, toute la fortune (environ 80 millions de dollars) revient à Janie et à Bob. Leon, le frère de Jimi, est déshérité. C'est le début d'une longue bataille entre ce dernier et Janie via la presse et les tribunaux, durant laquelle elle lui reproche d'avoir créé avec Andrew Pitsicalis le site HendrixLicensing.com sur lequel ils vendent des produits dérivés Jimi Hendrix, activité censée revenir à Experience Hendrix LLC. En 2004, la Cour Suprême de l’État de Washington se prononce en faveur de Janie, estimant que Leon n'a pas à contester le testament de son père. Finalement, en juillet 2015, Janie et Leon concluent un accord pour un montant tenu secret.
En août 2009, Experience Hendrix conclut un nouvel accord de distribution avec la division Legacy Recordings de Sony Music Entertainment. En 2010, Legacy et Experience Hendrix lancent le Jimi Hendrix Catalog Project, qui consiste en une nouvelle remastérisation et une nouvelle refonte du catalogue musical. Durant les années 2010, trois albums studio sont publiés avec des enregistrements inédits, datant pour la plupart de l'année 1969 : Valleys of Neptune, People, Hell & Angels et Both Sides of the Sky. Ces enregistrements ont été retravaillés numériquement par Eddie Kramer, en mélangeant certaines prises et en corrigeant les approximations dans le jeu des musiciens.

## Influences
« Pour jouer le Rhythm & Blues, Hendrix était de loin le plus grand expert que j'ai pu entendre dans le style de musique développé par Bobby Womack, Curtis Mayfield et Eric Gale, entre autres. J'ai l'impression qu'il n'y avait aucun style de guitare qu'il n'ait soit entendu, soit étudié, y compris la guitare hawaïenne et la dobro. Dans son jeu, on pouvait clairement entendre Curtis Mayfield, Wes Montgomery, Albert King, B.B. King et Muddy Waters. Jimi était le plus black des guitaristes. Sa musique émanait des formes musicales les plus anciennes, pré-blues, comme ce qu'on chante pendant le travail de la terre ou les mélodies gospel. D'après ce que j'ai pu recueillir, il n'y avait pas de genre de musique noire qu'il n'ait écouté ou étudié, mais il aimait surtout les formes anciennes de la musique noire, et ça transpirait de son jeu. On a souvent parlé de Son House et de vieux bluesmen, mais ce qui l'épatait, c'était les vieux disques de Muddy Waters et John Lee Hooker où la guitare est énormément amplifiée par le studio, pour lui donner une présence qu'elle n'avait pas en réalité. Il connaissait ça : on peut entendre tous les trucs de John Lee Hooker et Muddy Waters sur la version longue de Voodoo Child (Electric Ladyland). Je ne l'ai jamais entendu jouer quoi que ce soit qui ressemble à du jazz, mais je l'ai entendu jouer comme Mahavishnu (John McLaughlin). Il cherchait à jouer des mélodies avec un sustain permanent ; il était plongé dans le feedback depuis les Yardbirds et autres groupes anglais. Je crois même l'avoir entendu parler de Beck's Bolero. »

— Mike Bloomfield, Série Guitare & Claviers 1990
Le blues constitue la base du vocabulaire guitaristique utilisé par Jimi Hendrix. Il reprend les techniques des grands bluesmen qui permettent de développer un jeu expressif, mais aussi leur langage harmonique où l'ambiguïté majeur/mineur joue un rôle important. Il est difficile d'établir une liste exhaustive des guitaristes de blues ayant influencé Hendrix. On peut toutefois se faire une idée assez précise de ses principales influences via les reprises qu'il joua en concert ou en club, mais aussi des entretiens qu'il accorda : Albert King (Born Under a Bad Sign), B.B. King (Rock Me Baby), Elmore James (Bleeding Heart), Hubert Sumlin, le guitariste de Howlin' Wolf (Killing Floor), Freddie King (San-Ho-Zay), Muddy Waters (Hoochie Coochie Man & Catfish Blues), Albert Collins (Drivin' South), mais aussi Buddy Guy, John Lee Hooker ou Robert Johnson. Le 9 octobre 1967 à Paris à l'Olympia, il interpelle ainsi le public : « Avez-vous entendu parler de Muddy Waters ? Et de John Lee Hooker ? »
Son style de guitare rythmique, tel qu'on peut l'entendre sur Little Wing ou Bold as Love, est inspiré, en plus complexe, de celui développé par Curtis Mayfield, reconnu par Hendrix comme l'une de ses influences majeures.
Bob Dylan, dont il reprendra plusieurs morceaux (All Along the Watchtower, Like a Rolling Stone, Drifter's Escape, Can You Please Crawl Out Your Window? et Tears of Rage découvert dans le coffret West Coast Seattle Boy: The Jimi Hendrix Anthology sorti en 2010), influencera Hendrix en tant qu'auteur, mais aussi en tant que chanteur : la technique vocale limitée de Dylan lui donnera confiance en sa propre voix.
Hendrix est aussi influencé par le rock anglais. Il reprend le Sgt. Pepper's Lonely Hearts Club Band des Beatles à plusieurs reprises, et il s'inspire des idées développées sur l'album Revolver publié en 1966, où certaines bandes sont jouées à l'envers sur Tomorrow Never Knows, dont Hendrix reprendra le thème en concert. Le titre Are You Experienced reprend ce procédé de façon plus poussée. Hendrix reprend à plusieurs reprises Sunshine of Your Love de Cream (citant régulièrement le solo de Clapton) et s'est peut-être inspiré du feedback tel que Jeff Beck l'utilisait au sein des Yardbirds. Il utilise d'ailleurs le riff du Rice Pudding du Jeff Beck Group pour conclure l'une de ses compositions (In From the Storm). Enfin, il n'est pas exclu que Jimi Hendrix ait été influencé par les prestations scéniques des Who, dont Pete Townshend, le guitariste, utilisait des amplis Marshall avant lui.
Au cours des dernières années de sa vie, Hendrix s'intéresse de plus en plus au jazz, jouant avec Roland Kirk, enregistrant avec Larry Young, John McLaughlin et Dave Holland, qui participèrent aux premiers enregistrements électriques de Miles Davis, avec lequel Hendrix commençait à entretenir certains rapports. À la fin de sa vie, il avait prévu d'enregistrer avec Gil Evans. À l'écoute de sa version de l'hymne américain ou de Machine Gun, il est difficile de ne pas faire le lien avec le free jazz et sa volonté de libérer l'improvisateur des contraintes harmoniques et rythmiques.

## Héritage

### Œuvre
Jimi Hendrix n'a publié de son vivant que quatre albums (trois albums studio et un album en public) : Are You Experienced, Axis: Bold as Love, Electric Ladyland et le Band of Gypsys. Ces quatre albums sont des classiques de la musique rock. Mais il laisse derrière lui des centaines d'heures d'enregistrements, de natures très diverses : compositions sur lesquelles il travaillait dans la perspective de publier son quatrième album studio, ébauches plus ou moins embryonnaires de compositions en devenir, démos personnelles enregistrées chez lui, jams en studio ou en concert, concerts enregistrés professionnellement ou par des amateurs.
La qualité de ces enregistrements, tant musicale que technique, est tout à fait variable. La discographie officielle de Jimi Hendrix est particulièrement complexe, et très inégale : certains albums ont été publiés en dépit de toute considération artistique. Parmi les albums posthumes salués majoritairement par la critique et les amateurs on trouve : First Rays of the New Rising Sun (considéré comme le quatrième album studio officiel) en 1997 qui remplace The Cry of Love et Rainbow Bridge - Original Motion Picture Sound Track tous deux parus 1971, et les albums Blues (1994), Valleys of Neptune (2010), People, Hells and Angels (2013) et Both Sides of the Sky (2018) pour les albums studio, Live at Monterey, Live at Woodstock et Winterland pour les albums en concert.

### Popularisation de la guitare électrique
« Je me revois attendant anxieusement de voir Jimi jouer de près car, pour l'avoir vu en concert, je pensais qu'il devait avoir un truc mystérieux construit dans sa guitare afin d'obtenir tous ces incroyables sons. J'ai vite découvert qu'en fait, il n'utilisait qu'une vieille Strat et des amplis Marshall. Il avait quelques gadgets comme l'UniVibe, la Fuzz Face et la Cry Baby, mais tous ces articles étaient disponibles partout dans le commerce. La magie, à vrai dire, provenait uniquement de ses doigts. »

— Harvey Mandel, Hors-série Guitare et Claviers 1990.

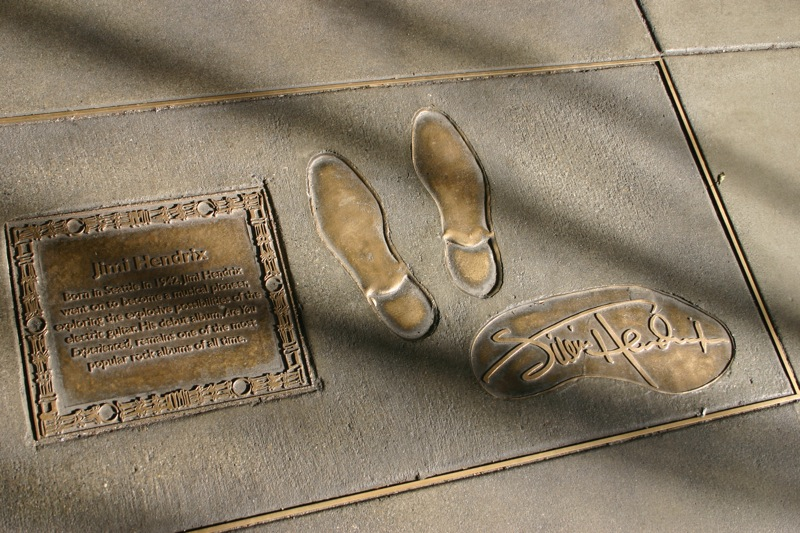
La plaque dédiée à Hendrix sur la 5e avenue à Seattle.

Hendrix a révolutionné l'approche de la guitare électrique, notamment par son utilisation des pédales d'effet et des ressources de l'amplification. Au début de l'Experience, il combine la saturation des amplificateurs à lampes (en jouant à un haut volume sonore) avec la Fuzz Face, une pédale de saturation provoquant un fort écrêtage du son. Cela lui permettait de générer du feedback (dû au larsen de ses amplificateurs) qu'il pouvait contrôler en temps réel grâce à son levier de vibrato ou sa technique de main droite. Roger Mayer construira pour lui l'Octavia (une pédale de saturation jouant sur les fréquences en doublant à l'octave supérieure) qu'il utilisera dès l'enregistrement de Purple Haze, puis avec le Band of Gypsys. Hendrix est l'un des premiers à utiliser la pédale wah-wah (en 1967). Il est selon Larry Coryell « le premier à l'avoir abordée sérieusement et à y avoir passé des heures de pratique ». En concert, Hendrix n'utilisait toutefois qu'un nombre réduit d'effets, y compris en 1970 : une wah wah Vox, l'Octavia de Roger Mayer, la Fuzz Face Arbiter et l'Uni-Vibe. En studio, Hendrix élargira sa palette de timbres avec l'aide de son ingénieur du son habituel, le Britannique Eddie Kramer, qui contribua à l'élaboration du phasing, mais aussi au fait de passer les bandes à l'envers.
Comme le dit le magazine américain Rolling Stone : « Au-delà de ça, si Hendrix fascinait tant, c'est bien parce qu'il ne donnait jamais le sentiment d'interpréter, mais bel et bien de toujours incarner, de faire corps avec cette musique qui lui venait « d'on ne sait où » et qu'il avait tant de mal à traduire, même guitare en main, lui qui regrettait si souvent ne pas savoir lire la musique ». Ne déclarait-il pas en mars 1970 à Rolling Stone : « La plupart du temps, je suis couché, c'est comme un rêve éveillé et j'entends toute cette musique. Et si je prends une guitare pour essayer de traduire tout ce que j'entends, ça fout tout en l'air. Je ne suis pas assez bon à la guitare pour rassembler toute cette musique… », Xavier Bonnet ajoute « Pas assez bon à la guitare ? Et le pire c'est qu'il devait en être persuadé ».
En 2003, il est élu meilleur guitariste de tous les temps par le magazine Rolling Stone dans le classement des 100 Meilleurs guitaristes de tous les temps.

### Impact sur ses contemporains
« Jimi m'a influencé, comme il a, je pense, influencé tous les guitaristes. Il était révolutionnaire. Et, tandis que nous expérimentions tous dans les années 1960 avec le feedback et ces grands amplis, recherchant de nouvelles manières de jouer de la guitare électrique, avec la Stratocaster et le Marshall, Jimi a tout mis en place. Je veux dire, il a mis tout le monde sur sa voie. Il a eu l'effet le plus profond, et durable, parce que l'effet de Jimi Hendrix sur les guitaristes est toujours là aujourd'hui. »

— John McLaughlin

« Je me souviens de lui jouant au Saville Theatre un dimanche soir, le 4 juin 1967. Le rideau s'est ouvert et Jimi a démarré son show par la chanson Sgt. Pepper. Notre disque n'était sorti que le jeudi d'avant. Alors, c'était vraiment un beau compliment ! Je crois que ce fut l'un des plus grands honneurs que l'on m'ait fait dans toute ma carrière. »

— Paul McCartney,

« Pourquoi Jimi Hendrix est-il toujours présent ? Il était si bon. Il ne faisait qu'un avec son instrument. Personne d'autre n'a amené la guitare électrique à ce niveau, et surtout depuis. Il était à des coudées au-dessus de tous. Il était complètement parti. Si aquatique, développant ces belles choses à partir du feedback. Pour le dingue de guitare que je suis, il représentait le maximum. »

— Neil Young

« Très peu de gens jouent vite et intensément. La plupart jouent vite et vide. Mais Coltrane jouait vite et profond, tout comme Charlie Parker, et tout comme Jimi. »

— Carlos Santana

« Je reviens toujours à la musique de Jimi et je ne finis pas d'y découvrir de nouvelles possibilités. Chaque fois que j'écoute ses disques, j'y trouve quelque chose de nouveau. C'est à ça qu'on reconnaît un grand compositeur. »

— Gil Evans

« C'est le plus grand musicien que j'ai connu. »

— B. B. King

« Toutes les fois que j'ai vu Jimi jouer, c'était la concrétisation de ce que j'aurais dû être et que je n'étais pas. »

— Mike Bloomfield

« S'il ne reste qu'un nom dans toute l'histoire du rock'n'roll dans cent ans, ne cherchez pas, ce sera forcément Jimi Hendrix. »

— Pete Townshend

« Ce que je trouvais stimulant chez lui, c'était son attitude intensément autocritique envers sa musique. Il avait un don énorme et une technique extraordinaire, comme quelqu'un qui passait ses journées entières à jouer et à s'entraîner, et pourtant il n'en semblait pas conscient. »

— Eric Clapton

« La disparition de Jimi m'a bouleversé. Il était si jeune et avait un tel avenir. »

— Miles Davis

« Hendrix est un des personnages les plus révolutionnaires de la culture pop, musicalement et sociologiquement parlant. Le public féminin trouve Hendrix beau (peut-être un peu effrayant), mais en tout cas sexy. Le public masculin pense qu'il est un guitariste et un chanteur phénoménal. Les types semblent aimer le fait que leurs petites amies soient sexuellement attirées par Hendrix. Très peu sont froissés par son charme ou l'envient. Ils renoncent ou alors ils se payent une Fender Stratocaster, une pédale wah wah et quatre amplis Marshall. »

— Frank Zappa
Dans l'album Zoot Allures, Zappa joue sur la guitare que Jimi Hendrix a brûlée en 1967 sur la scène du London Astoria. Après l'avoir récupérée comme souvenir, Zappa l'avait laissée plusieurs années dans le garage de ses parents avant de la faire restaurer. Le corps et le manche étaient brisés, les micros et le « pickguard » avaient fondu. Zappa la légua ensuite à son fils, Dweezil. Mise aux enchères, elle a été adjugée 346 000 euros en 2008, ce qui en fait à l'époque la guitare la plus chère du monde.

### Postérité du musicien

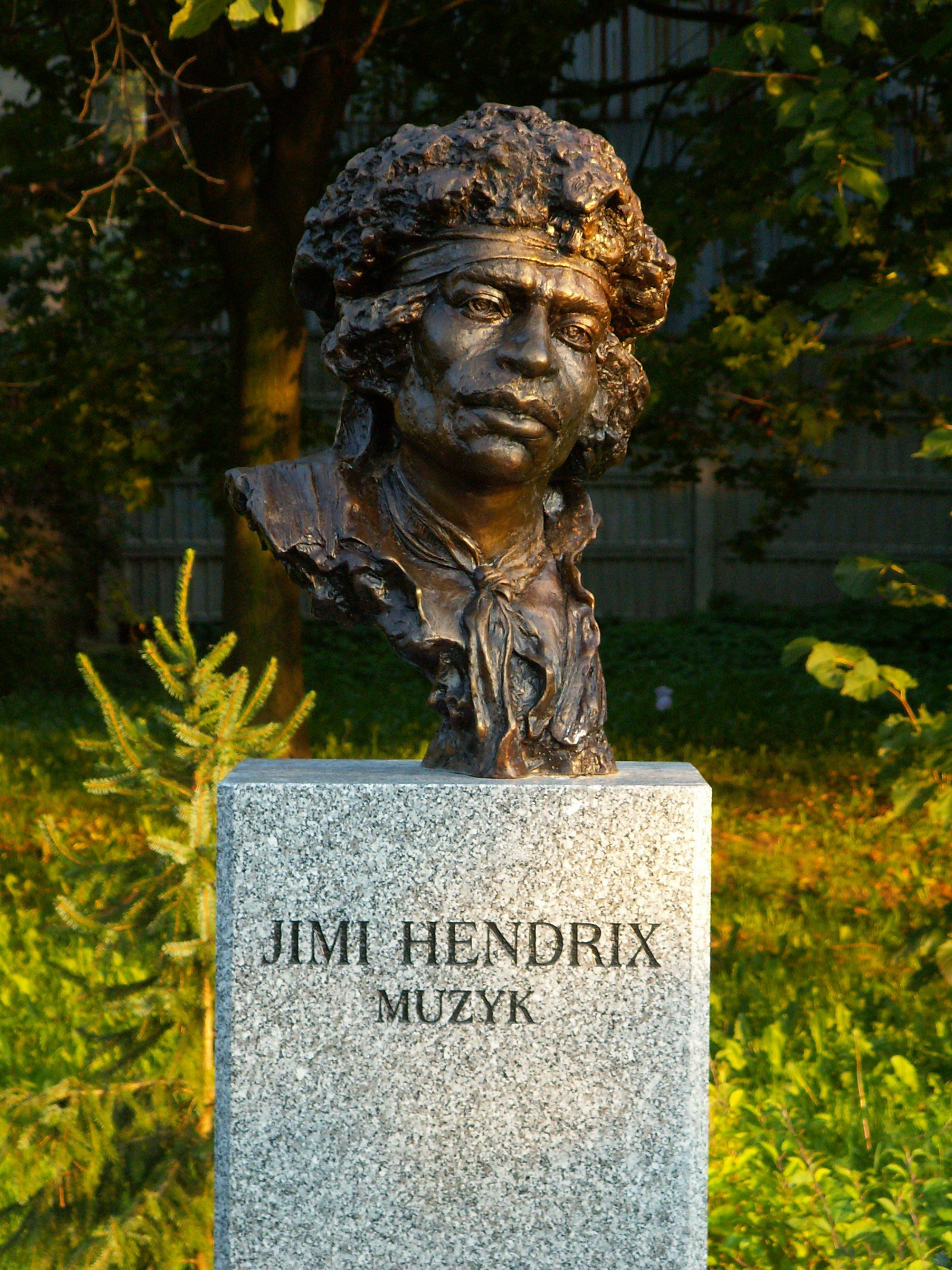
Buste de Jimi Hendrix à Kielce en Pologne.

Le 9 septembre 1970, soit dix jours avant la mort d'Hendrix, Eric Clapton enregistre avec Duane Allman une remarquable version de Little Wing. Elle sera publiée trois mois plus tard sur Layla and Other Assorted Love Songs, l'album studio de Derek and the Dominos.
Par la suite, Hendrix sera repris par de nombreux musiciens dans des styles musicaux très différents :
- jazz par Jean Paul Bourelly, Gil Evans, le World Saxophone Quartet de David Murray, Jaco Pastorius, Michel Petrucciani, Marc Ribot, Marcus Miller, Larry Coryell, Hiram Bullock, Tuck & Patti ;
- blues par Albert King, Buddy Guy, Roy Buchanan, Stevie Ray Vaughan, Taj Mahal, Popa Chubby, Robben Ford, Lucky Peterson ;
- rock par Eric Clapton, Jeff Beck, Carlos Santana, Mick Taylor, Steve Winwood, Gov't Mule, The Allman Brothers Band, Frank Zappa, Red Hot Chili Peppers, The Cure, Ben Harper, Living Colour, Rod Stewart, Mick Jagger, The Pretenders, Johnny Hallyday, Sting, Spirit, John Mayer, Paul McCartney, Randy Hansen, Thomas Blug ;
- hard rock par Gary Moore, Steve Vai, Joe Satriani, Deep Purple, Kirk Hammett (du groupe Metallica), Yngwie Malmsteen, Coroner, Slash (guitariste des Guns N' Roses), Zakk Wylde, Frank Marino, Uli Jon Roth (leader du groupe Electric Sun), Jerry Cantrell (guitariste du groupe Alice in Chains), Paul Gilbert, Adrian Vandenberg ;
- funk par George Clinton, Bootsy Collins, Larry Graham ;
- rap par Body Count, Chuck D, Kid Cudi ;
- musiques du monde par Mad Sheer Khan, Band of Gnawa, Vincent Ségal, The Corrs ;
- classique par le Kronos Quartet, Nigel Kennedy.

Il importe toutefois de ne pas se limiter aux seules reprises du guitariste. En effet, l'impact de Hendrix fut immédiat et facile à mesurer : il suffit d'écouter les albums publiés avant son arrivée à Londres pour comprendre son influence sur la guitare électrique. Les enregistrements pirates de Cream montrent par exemple un Eric Clapton s'essayant sans succès aux techniques développées par Hendrix.
Un concert hommage à Hendrix fut organisé dans les années 1990 avec les anciens membres de son groupe ainsi que Slash, jouant Hey Joe de manière plus blues. En décembre 2011, Paul McCartney lui rend un hommage appuyé en interprétant Purple Haze (à Stockholm) et Foxy Lady (à Manchester). La France n'est pas en reste : du 14 au 22 septembre 1990, le festival Jimi's Back se déroula à Paris avec en point d'orgue la soirée du 15 à l'Olympia où treize artistes rendirent hommage au guitariste. Parmi eux les regrettés Noel Redding et Randy California ainsi que côté français : Paul Personne, Louis Bertignac et Axel Bauer entre autres. Il est la principale influence de guitaristes comme Tommy Bolin et Robin Trower, qui s'inspirera même de son style de composition. Certains musiciens ont repris à leur compte les apports musicaux de Jimi Hendrix tout en produisant une musique très personnelle. Frank Zappa reprendra à son compte les techniques élaborées par Hendrix sans jamais perdre sa personnalité musicale. Enfin, son influence sur la première période électrique de Miles Davis est évidente sur certains de ses albums, où l'ombre du guitariste plane par moments : A Tribute to Jack Johnson, et plus encore Agharta ou Pangaea.[réf. nécessaire]
Il a aussi influencé John Frusciante ainsi que Lenny Kravitz.
Parmi les roadies ayant travaillé pour Hendrix, l'on trouve Lemmy Kilmister, futur chanteur et bassiste de Motörhead.

## Thèmes et idées
De nombreux thèmes traversent ses chansons, tels la liberté ou les filles. Certaines de ses idées aussi, qu'il a parfois pu expliciter lors d'interview.

### Liberté et filles
La liberté est un thème qui traverse la plupart des premiers textes qu'il signe (Stone Free, 51st Anniversary, Highway Chile) : « Tous les jours de la semaine, je suis dans différentes villes. Si je reste trop longtemps, les gens essayent de me rabaisser. » (Stone Free).

On rencontre principalement deux types de femmes dans ses chansons. D'une part, les proies d'un prédateur sexuel (Foxy Lady, Little Miss Lover, Burning Desire) ; « Ouais je vais t'emmener chez moi, je ne te ferai pas de mal, non ! Tu dois être entièrement mienne, entièrement mienne. » (Foxy Lady), et d'autre part des femmes éthérées, pures et inaccessibles (May This Be Love, Little Wing, Angel, Drifting) : « À la dérive, sur une mer de larmes oubliées, sur un canot de sauvetage, voguant à la recherche de ton amour. » (Drifting). Concernant les rapports homme-femme par exemple ; « Tu ferais mieux de prouver à l'homme, que tu es aussi forte que lui, car au regard de Dieu, vous êtes tous deux ses enfants » (Message To Love) Jimi Hendrix était connu pour ses différentes aventures, et il ne s'en cachait pas : 

« Mais pourquoi es-tu avec tellement de personnes ? Je réponds que je ne suis pas tout le temps en train de les toucher, souvent je ne fais que leur parler. Il y en a avec qui je parle, et d'autre, tu vois… je fais ce pour quoi elles sont là, ce qu'elles sont venues chercher. »

Il ne fut cependant pas toujours tendre avec ses différentes relations.

« Comme la plupart des hommes, il appliquait "deux poids, deux mesures". "Quand nous avons commencé à vivre ensemble, j'étais très jeune et assez sauvage", se souvient Kathy [Etchingham] presque en s'excusant. Hendrix l'a enfermée dans la chambre à coucher pour la punir et a passé de nombreuses heures à lui expliquer patiemment comment elle devait se conduire, en tant que femme et compagne vivant avec la personne qu'elle aimait. […] Une nuit, au Bag O' Nails, une boîte de Londres, Kathy laissa Jimi à sa table pour aller à l'étage téléphoner à un ami. Après un moment plus long que ce que Jimi tolérait, il monta à l'étage et, supposant qu'elle parlait à un rival masculin (ce n'était pas le cas), il lui arracha le récepteur des mains et l'en frappa à la tête. Kathy hurlait lorsque, heureusement, Lennon et McCartney, qui passaient par là, séparèrent Jimi de son amie. Il est arrivé qu'Hendrix lui brise le nez en trois endroits différents en lui donnant un coup de pied bien ciblé. »

— Gary Herman

### Guerre du Viêt Nam
Il est une figure majeure de l'opposition à la guerre du Viêt Nam, comme en témoignent certains de ses textes de façon onirique : « Décidons de faire une ultime promenade au milieu du vacarme jusqu'à la mer, non pour y mourir, mais pour y renaître, loin des terres meurtries et déchirées. » (1983… (A Merman I Should Turn to Be)).
L’iconique morceau Machine Gun y est aussi dédié : « J’aimerais dédier celui-ci […] à tous les soldats qui se battent au Viêt Nam. » Hendrix y prend position contre les gouvernements qu’il tient pour responsables des morts : « Des hommes mauvais me font te tuer, des hommes mauvais te font me tuer, bien que seules quelques familles nous séparent. » Il s’oppose à la guerre même en s’adressant aux armes : « De la même façon dont tu [la mitraillette] m'as abattu, bébé, tu disparaîtras, la douleur en triple, et tu ne pourras t'en prendre qu'à toi-même. Hé, Mitrailleuse ! »
Usant de sa créativité et de sa maîtrise instrumentale, il reproduit le son des lâchers de bombes de B-52 et des tirs automatiques de fusils d’assaut à la guitare par des distorsions, de la pédale wah-wah, des vibratos et des grattés étouffés. Il reproduit cette performance technique en 1969, au festival de Woodstock, dans une reprise de l'hymne national des États-Unis, The Star-Spangled Banner.

### Idées politiques
- L'avortement : Hendrix se prononce clairement pour la légalisation de l'avortement dans une interview à Beverly Hills en juin 1969 ; « Ils doivent légaliser l'avortement. Certaines filles se rendent vraiment malades en essayant d'avoir des bébés. Et où est-il écrit que les gens doivent… Que c'est un péché de « tuer un enfant » comme ils disent ? Un enfant n'est pas un enfant tant qu'il n'est pas sorti à l'air libre. » Dans Belly Button Window, il chante les paroles suivantes : « Car si vous ne voulez que je vienne cette fois-ci, je serai heureux de rejoindre la terre des Esprits. »
- Le racisme : Il revient sur les émeutes raciales du milieu des années 1960 dans House Burning Down : « Je me suis mis debout sur mon cheval, j'ai crié sérieux : Oh mec, pourquoi tu brûles la maison de ton frère ? »
- La condition des Amérindiens : Hendrix, la jugeait misérable. « Je ne vis pas aujourd'hui [en cette époque], demain peut-être, je ne peux pas vraiment te dire, bébé. Mais, je ne vis pas aujourd'hui, c'est vraiment dommage de passer le temps ainsi. » (I Don't Live Today)
- Les hippies : il s’en démarquait. « Si tous les hippies se coupaient les cheveux ça me serait égal » (If 6 Was 9).

### Drogues et alcool
Hendrix est un consommateur d'hallucinogènes notoire, notamment de LSD, comme beaucoup d'autres musiciens de renom et célébrités de l'époque. Cependant sa consommation d'hallucinogènes ne commença qu'après sa rencontre avec Linda Keith. Jusqu'alors il n'avait fait que fumer de la marijuana et boire de l'alcool. Il était également consommateur d'amphétamines, notamment lors de ses tournées[réf. souhaitée].
Les initiales du titre The Stars That Play With Laughing Sam's Dice ne font en effet guère de doute quant à leur origine (son acronyme étant « STP with LSD ») alors que Spanish Castle Magic fait référence au dessin imprimé sur les buvards d'acides. Par la suite, il évoquera toutefois les dangers de la seringue sur Freedom, un titre inspiré par sa petite amie Devon Wilson, et plus largement de la dépendance : « Ne te défonce pas trop, souviens-toi que tu es un homme » (Earth Blues).

Sa consommation n'était toutefois pas associée à un quelconque mysticisme, mais plutôt à un simple amusement : 

« Plein de gens racontent qu'ils se comprennent mieux lorsqu'ils prennent du LSD. C'est des conneries […] Si je devais prendre du LSD, ce ne serait que pour mon amusement personnel, pour le fun ou parce que j'en ai envie. »

Hendrix était en outre connu parmi les amis du groupe pour parfois se mettre en colère et devenir violent quand il buvait trop d'alcool, comme son père.

### Regard vers le futur
Hendrix ne semblait pas planifier sa vie ou sa carrière musicale.

« Ils pensent tous tellement à leur carrière et à leur avenir. Je m'en fous complètement, moi, de mon avenir ou de ma carrière. Je veux juste être sûr de pouvoir sortir ce que je veux. »

On constate surtout son rapport au futur dans son usage artistique de la science-fiction :
- Humoristique : « Je suis en orbite autour de la troisième planète d'une étoile connue sous le nom de Soleil, terminé. Vous voulez dire que c'est la Terre ? Terminé. Affirmatif. Elle est connue pour héberger certaines formes d'espèces intelligentes, terminé » (Third Stone from the Sun) ;
- Catastrophique : « J'ai vécu là avant… et c'est pour ça que je suis préoccupé, et je reviens pour trouver les étoiles déplacées, et cette odeur de monde carbonisé » (Up from the Skies).

## Discographie

### AvecThe Jimi Hendrix Experience / Band of Gypsys
| Année | Album               | Meilleure position dans les charts | Meilleure position dans les charts | Meilleure position dans les charts |
| Année | Album               | Drapeau de la France               | Drapeau du Royaume-Uni             | Drapeau des États-Unis             |
| ----- | ------------------- | ---------------------------------- | ---------------------------------- | ---------------------------------- |
| 1967  | Are You Experienced | no 35                              | no 2                               | no 5                               |
| 1967  | Axis: Bold as Love  | no 1                               | no 5                               | no 3                               |
| 1968  | Electric Ladyland   | no 2                               | no 6                               | no 1                               |
| 1970  | Band of Gypsys      | no 11                              | no 6                               | no 5                               |

### Avec Curtis Knight
- Jimi Hendrix & Curtis Knight : Flashing (UK 1968 London HA-8349)

### Discographie posthume
Après la mort de Jimi Hendrix en 1970, son héritage discographique a d'abord été géré par le manager Michael Jeffery, jusqu'à sa mort en 1973, puis par le producteur Alan Douglas de 1974 à 1995, et finalement par la famille d'Hendrix, sous le nom Experience Hendrix LLC.
- First Rays of The New Rising Sun (1997), dernier projet d’album studio enregistré de Jimi Hendrix
- South Saturn Delta (1997)
- BBC Sessions (1998)
- Live at the Fillmore East (1999, réédité en coffret en 2019)
- Live at Woodstock (1999)
- The Jimi Hendrix Experience, le coffret pourpre (2000)
- Blue Wild Angel: Live at the Isle of Wight (2002)
- Live at Berkeley (2003)
- Live at Monterey (2007)
- Valleys of Neptune (2010)
- West Coast Seattle Boy : The Jimi Hendrix Anthology (2010)
- Winterland (2011)
- People, Hell and Angels (2013)
- Both Sides of the Sky (2018)
- Live in Maui 1970 (2020)

#### Participations antérieures au Jimi Hendrix Experience
avec Little Richard
- Friends from the Beginning (1972)

avec Curtis Knight (Productions Ed Chalpin).
- The complete PPX studio sessions (1965-67) (1996), Coffret de 6 CD (SPV 089-29802) avec Hendrix comme multi-instrumentiste (guitare/basse/claviers etc), arrangeur et chanteur (parfois lead)[143]
- West Coast Seattle Boy - The Jimi Hendrix Anthology (2010)
- You Can’t Use My Name : The RSVP/PPX Sessions - Curtis Knight & The Squires (2015)
- Curtis Knight feat. Jimi Hendrix : Live at George’s Club 20 (2017)
- No Business : Curtis Knight & The Squires - The PPX Sessions Volume 2 (2020)

avec le saxophoniste Lonnie Youngblood
- Two Great Experiences Together ! (1973)

#### Royal Albert Hall
- The Last Experience Londres (Royal Albert Hall) : 24 février 1969

## Filmographie
- Experience (1968, réédité en 2001)
- Popcorn (1969), de Peter Ryan et Peter Clifton (avec les Rolling Stone, Traffic, Eric Burdon, Joe Cocker, Otis Redding, Vanilla Fudge, Bee Gees)
- Jimi Plays Berkeley (1971, réédité en 2003)
- Rainbow Bridge (1972) : une première et longue partie étrange où de jeunes babas-cools tentent de philosopher (non sous-titrée) et puis quelques extraits des deux concerts avec un son très moyen.
- A Film About Jimi Hendrix (1973)
- Jimi Plays Monterey (1987, réédité en 2006)
- Atlanta (1992)
- Live at Woodstock (1992, réédité en 1999)
- The Making of Electric Ladyland (1997)
- Band of Gypsys (1999)
- The Dick Cavett Show (2002)
- Blue Wild Angel: Jimi Hendrix Live at the Isle of Wight (2002)
- The Uncut Story (2004) [Indépendant]
- Live at Woodstock (édition double DVD) (2005)
- Live at Monterey (2007)
- Jimi: All Is by My Side de John Ridley (2013), biopic romancée sur les débuts de Jimi Hendrix avant Monterey, le personnage de Jimi est joué par l'acteur-chanteur André 3000.

## Hommages

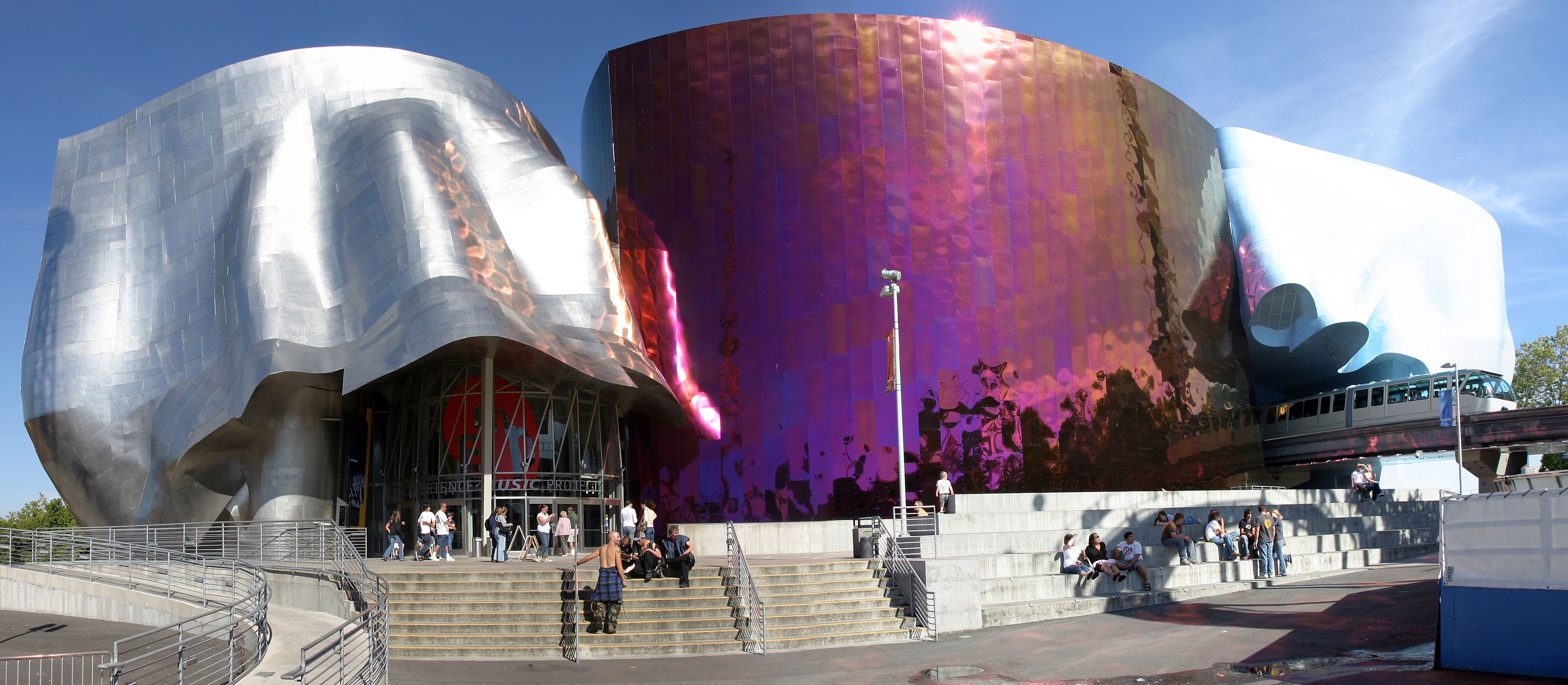
L'Experience Music Project à Seattle.

L'astéroïde (4738) Jimihendrix a été nommé en son hommage.

### Musée
- Experience Music Project de Seattle : « Temple du rock 'n' roll » en l'honneur tout particulier de Jimi Hendrix conçu en 2000 par l'architecte Frank Gehry et financé par le milliardaire américain Paul Allen (cofondateur de Microsoft).
- En 2022, le Musée phallologique islandais, à Reykjavik, intègre dans ses collections un moulage en plâtre du pénis en érection de Jimi Hendrix, don de l'artiste Cynthia Albritton, copie d'une œuvre originale réalisée en 1968 d'après nature[144].

### Statues
- The Electric Lady Studio Guitar

Il s'agit d'une sculpture en bronze grandeur nature de Jimi Hendrix de Daryl Smith, située à l'intersection de Broadway Avenue E et de Pine Street dans le quartier de Capitol Hill à Seattle, dans l'état de Washington aux États-Unis. La statue représente Hendrix jouant une stratocaster.
- Statue de Jimi Hendrix sur l'île de Wight.

### Albums hommage
| Année | Artiste                        | Album | Label               |
| ----- | ------------------------------ | --- | ------------------- |
| 1974  | Gil Evans Orchestra            | Plays the music of Jimi Hendrix | RCA Records         |
| 1990  | Divers artistes                | If 6 Was 9; A Tribute to Jimi Hendrix | Imaginary Records   |
| 1992  | Randy Hansen                   | Tribute to Jimi Hendrix; Classics Live | Ananaz Records      |
| 1992  | Paul Gilbert                   | Tribute to Jimi Hendrix | MGI Records         |
| 1993  | Divers artistes                | Stone Free: A Tribute to Jimi Hendrix (en) Quatorze titres repris par différents artistes dont The Cure, Eric Clapton, Spin Doctors, Buddy Guy et Body Count | Warner Bros         |
| 1994  | Divers artistes                | Tribute to Jimi Hendrix; Return of the Gypsy | Blues Interactions  |
| 1995  | Divers artistes                | Revenge; A Tribute to Jimi Hendrix | Gravity             |
| 1995  | Divers artistes                | In From The Storm | BMG Entertainment   |
| 1995  | Dr Lonnie Smith                | Purple Haze: Tribute to Jimi Hendrix | Music Masters       |
| 1996  | Dr Lonnie Smith                | Foxy Lady: Tribute to Jimi Hendrix | Music Masters       |
| 1999  | Divers artistes                | Searching for Jimi Hendrix | The Right Stuff     |
| 2000  | Divers artistes                | Blue Haze Songs of Jimi Hendrix | Ruf Records         |
| 2002  | Nguyen Le                      | Celebrating Jimi Hendrix | Act Music           |
| 2003  | Divers artistes                | Hazy Dreams: (Not Just) A Jimi Hendrix Tribute | Pick Up Records     |
| 2004  | Divers artistes                | Gypsy Blood; A Tribute to Jimi Hendrix | Comet Records       |
| 2004  | Divers artistes                | Power of Soul: A Tribute to Jimi Hendrix | Image Entertainment |
| 2004  | Divers artistes                | Jimi Hendrix Tribute - The Spirit Lives On Vol. 1 | Lion Music          |
| 2004  | Divers artistes                | Jimi Hendrix Tribute - The Spirit Lives On Vol. 2 | Lion Music          |
| 2008  | Divers artistes                | Hey Jimi\|Hey Jimi - Polskie gitary grają Hendrixa | Agora SA            |
| 2008  | Geri Allen, Mark & Scot Batson | Three pianos for Jimi Sept compositions de Jimi Hendrix interprétées sur trois pianos.                                                                       |                     |
| 2013  | Jimi Brown Experience          | Projet jazz autour de Jimi Hendrix et James Brown | Imago records       |